# La France insoumise
Pour les articles homonymes, voir LFI, FI et Les Insoumis.
La France insoumise (LFI ou FI) est un parti politique français fondé le 10 février 2016. Souvent considéré comme relevant de la gauche radicale, il est classé à la gauche de l'échiquier politique, voire, selon quelques observateurs, à l'extrême gauche.
Manuel Bompard est coordinateur du mouvement de 2017 à 2019, puis à nouveau à partir de 2022, Adrien Quatennens ayant occupé cette place entre 2019 et 2022.
La France insoumise présente à l'élection présidentielle de 2017 la candidature de son fondateur Jean-Luc Mélenchon, qui, à l'issue du premier tour, arrive en quatrième position avec 19,58 % des suffrages exprimés. À l'issue du second tour des élections législatives de 2017, La France insoumise forme un groupe de dix-sept députés à l'Assemblée nationale, qui élit à sa tête Jean-Luc Mélenchon, puis Mathilde Panot.
La France insoumise soutient à nouveau la candidature de Jean-Luc Mélenchon à l'élection présidentielle de 2022, lequel réalise le score le plus élevé de ses trois candidatures et arrive largement en tête de la gauche, mais échoue à accéder au second tour. Pour les élections législatives qui suivent, le parti s'allie avec d'autres partis de gauche pour former la Nouvelle Union populaire écologique et sociale (NUPES) dans le but d'imposer une cohabitation à Emmanuel Macron avec Jean-Luc Mélenchon comme Premier ministre. Bien que ne parvenant pas à obtenir une majorité, l'alliance de gauche parvient à empêcher l'obtention d'une majorité absolue pour le président et La France insoumise devient le parti de gauche avec la plus forte représentation à l'Assemblée.
Le mouvement par la suite subit des polémiques internes, en raison d'affaires touchant Adrien Quatennens et Sophia Chikirou ainsi que l'absence de démocratie interne qui voient l'émergence de quelques « frondeurs » critiques de la direction du mouvement, mais également externes en raison des prises de positions de plusieurs cadres insoumis à la suite des attentats du Hamas en Israël le 7 octobre 2023, critiqués pour leur ambiguïté vis-à-vis de l'antisémitisme. Ces polémiques provoquent l'éclatement de la NUPES.
Lors des élections législatives anticipées de 2024, La France insoumise participe au Nouveau Front populaire, dans un rapport de force moins favorable que lors de la NUPES. En raison de la non-reconduction de certains députés sortants frondeurs, de nombreuses figures parfois historiques annoncent leur départ du mouvement. La cession d'une centaine de circonscriptions fait que le nombre de députés insoumis n'évolue pas par rapport à la précédente législature, l'augmentation de députés de gauche bénéficiant au Parti socialiste et aux Écologistes.

## Histoire

### Fondation

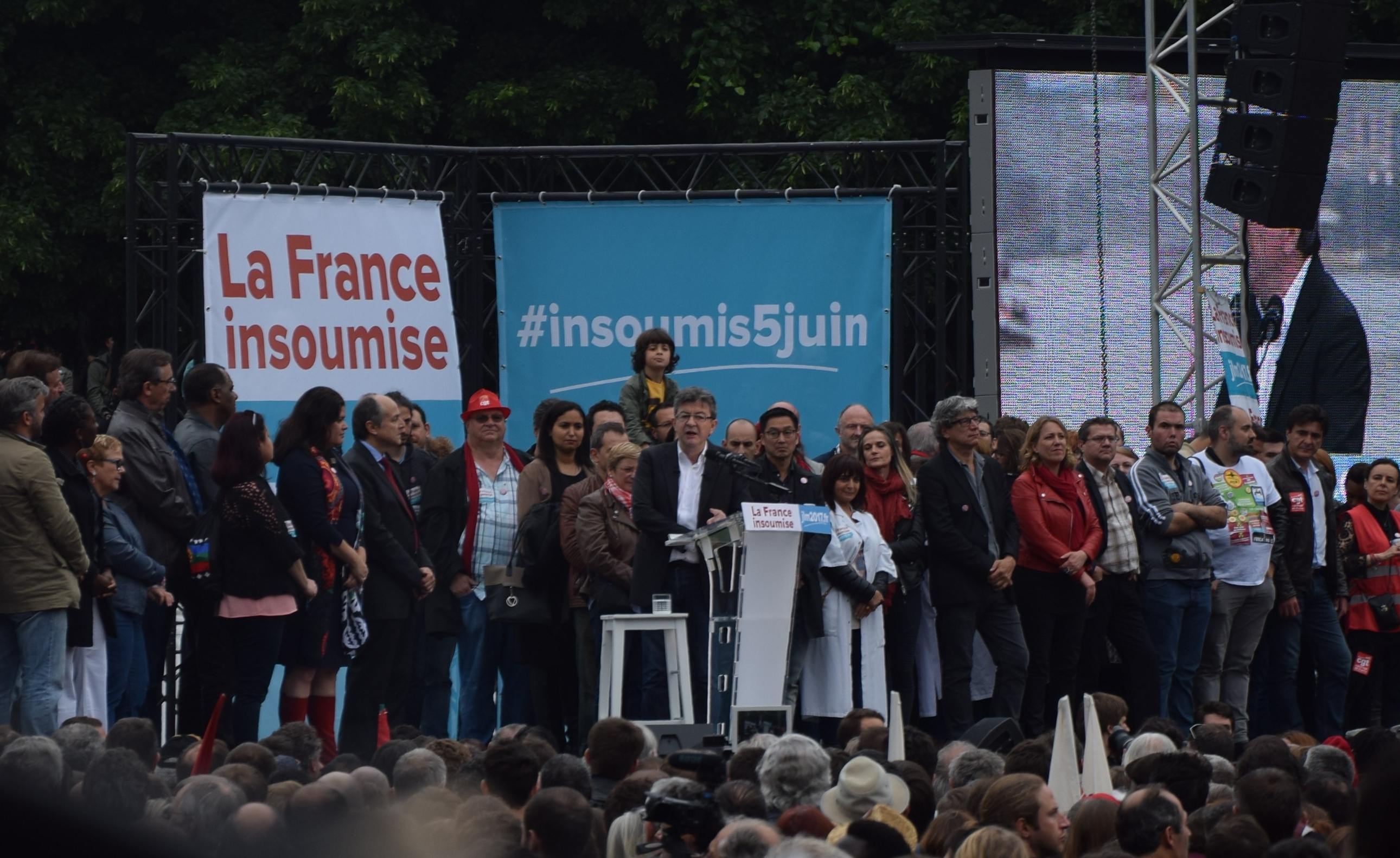
Intervention de Jean-Luc Mélenchon lors du « défilé de la France insoumise », place Stalingrad à Paris, le 5 juin 2016.

Le mouvement est lancé publiquement le 10 février 2016. Jean-Luc Mélenchon annonce au journal télévisé sa candidature à l'élection présidentielle de 2017, et déclare : 

« Je veux représenter et incarner la France insoumise et fière de l’être, celle qui n’a pas de muselière ni de laisse. »

Il ajoute que son objectif est « l’intérêt général humain » et que « le changement climatique est commencé, c’est maintenant qu’il faut changer la façon de produire, d’échanger, de consommer. » Comme le candidat à la primaire Bernie Sanders aux États-Unis, il ouvre une plate-forme internet, un outil numérique avec lequel il espère mener une « révolution citoyenne », hors du cadre des partis. Il écrit sur son blog : « Je lance un mouvement citoyen pour nous permettre d’agir collectivement, sans affiliation obligée à un parti politique ».

Logo jusqu'en 2017, représentant la vingt-et-unième lettre de l'alphabet grec φ, phi sous sa forme minuscule.

Le premier rassemblement du mouvement a lieu place de la Bataille-de-Stalingrad à Paris le 5 juin 2016, sous la forme d'un défilé auquel auraient participé dix mille personnes, selon les organisateurs,. Deux mois après, un deuxième rassemblement a lieu dans les jardins de l’observatoire de Toulouse, le 28 août 2016.
Le programme L'Avenir en commun est adopté les 15 et 16 octobre 2016, lors d'une convention rassemblant près de mille personnes (dont les deux tiers tirés au sort) à Saint-André-lez-Lille. Lors de cette convention, plusieurs personnalités interviennent sur le thème de la finance, tels Jérôme Kerviel, ancien trader de la Société générale, Antoine Deltour, lanceur d’alerte du scandale LuxLeaks, Paul Ariès, politologue, Aminata Traoré, ancienne ministre malienne de la Culture et Zoé Konstantopoúlou, l'ex-présidente du parlement grec.
Le 13 mai 2017 se tient, à Villejuif, en banlieue parisienne, une nouvelle convention du mouvement réunissant plus de cinq cents candidats aux élections législatives françaises de 2017.

### AssociationLa France insoumise
Le 23 janvier 2017, il est créé l’Association de financement de la formation politique La France insoumise destinée au financement des activités politiques de l'association La France insoumise. Ainsi le mouvement devient un parti politique, pouvant se présenter à des élections,.
L’association La France insoumise comprend trois membres, qui composent son bureau. Ce dernier valide l'ensemble des décisions administratives, juridiques et financières de l'association. En 2017, le président de celle-ci est Jean-Luc Mélenchon, son secrétaire est Benoît Schneckenburger et Marie-Pierre Oprandi en est la trésorière. Le siège de l'association est à Massy (Essonne) au domicile de la trésorière. Depuis octobre 2022, l’association a pour président Manuel Bompard, pour secrétaire Mathilde Panot et pour trésorier Maxime Charpentier, un membre de LFI,.

### Campagne présidentielle de 2017
La campagne pour ces élections est dirigée par Manuel Bompard, secrétaire national du Parti de gauche (PG), a pour porte-parole Alexis Corbière, ancien conseiller de Paris et également secrétaire national du PG, et pour coordinateurs du projet Charlotte Girard, maîtresse de conférence en droit public à l'université Paris-Nanterre, et l'économiste Jacques Généreux, maître de conférences à l'Institut d'études politiques de Paris et membre du collectif Les Économistes atterrés.
Pour sa campagne, La France insoumise s'inspire et se réfère au parti espagnol Podemos, à la « révolution citoyenne » menée par le président équatorien Rafael Correa et à la candidature de Bernie Sanders aux primaires présidentielles du Parti démocrate américain de 2016.

#### Déroulement
Dans le cadre de sa candidature à l'élection présidentielle de 2017, Jean-Luc Mélenchon organise plusieurs meetings, notamment le 5 juin 2016 à Paris auquel participent environ 10 000 personnes, le 28 août 2016 à Toulouse auquel participent environ 2 500 personnes, le 10 septembre 2016 à La Courneuve avec environ 1 000 participants, le 27 septembre 2016 à Boulogne-sur-Mer avec plus de 700 personnes, les 15 et 16 octobre 2016 à Saint-André-lez-Lille pour la Convention de la France Insoumise à laquelle participent environ 1 000 personnes, le 15 novembre 2016 au Centre de congrès Le Manège à Chambéry sous forme d'une réunion publique avec environ 1 000 participants, le 29 novembre 2016 au théâtre Fémina à Bordeaux, avec environ 2 000 participants,. Dans le cadre d'un déplacement aux Antilles françaises, le candidat tient deux réunions publiques premièrement au Lamentin en Martinique le 17 décembre, devant 500 personnes, puis le 19 décembre en Guadeloupe devant 500 personnes.
Un « déboulé », sorte de réunion organisée dans une ville ayant une actualité particulière, sur les conditions de travail dans les entreprises réunit 1 500 personnes à Tourcoing le 8 janvier.
Une réunion publique au Mans le 11 janvier sur la question de la santé attire plus de 2 400 personnes.

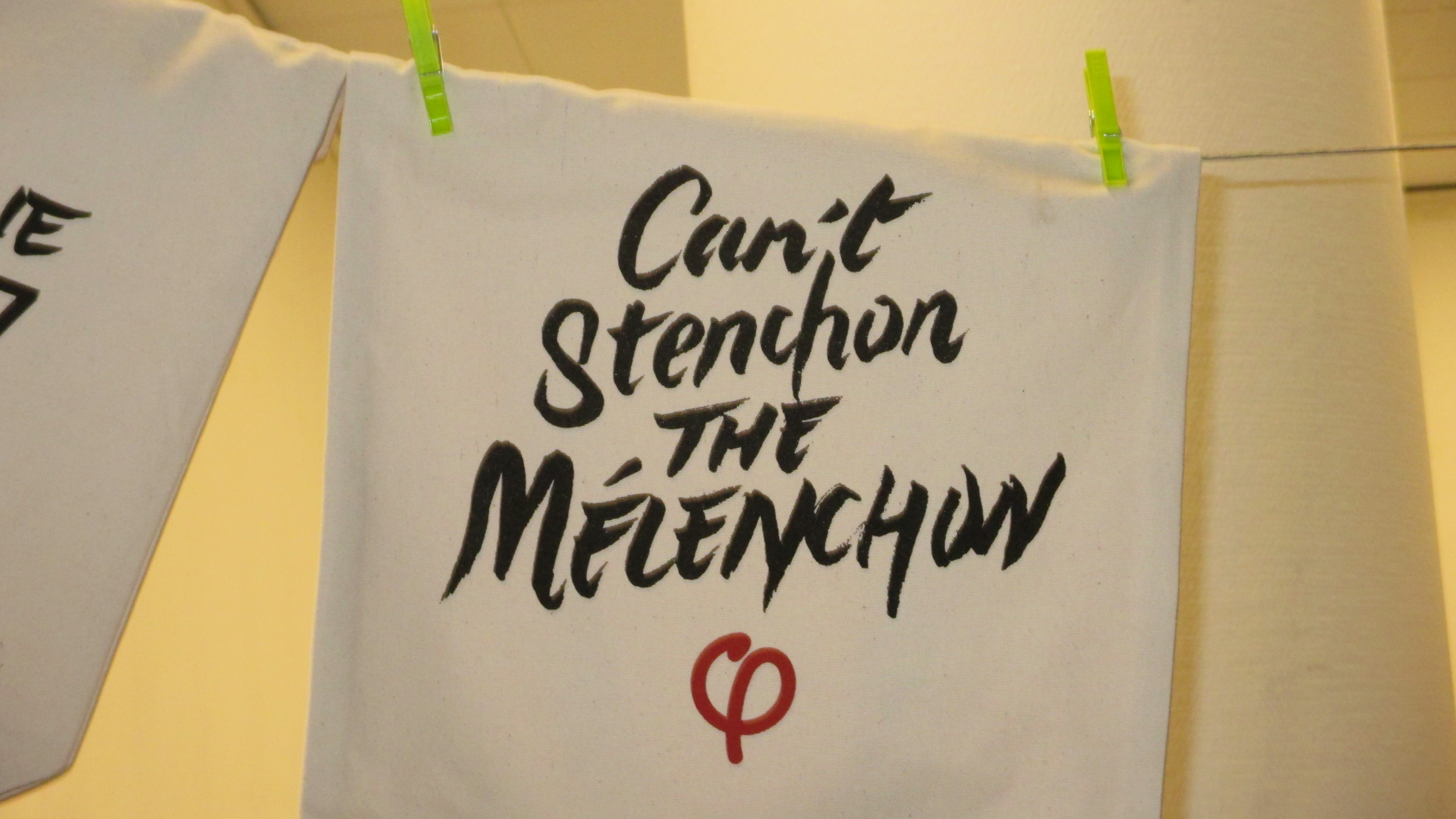
Affiche Can't Stenchon the Mélenchon sur un stand au meeting de Dijon le 19 avril 2017.

Le 5 février, il organise deux meetings simultanément, un à Lyon et un autre à Paris grâce à un hologramme, première mondiale pour l’utilisation de cette technologie en direct. Ce meeting rassemble 6 000 personnes à Paris, 12 000 à Lyon, tandis qu'environ 80 000 internautes ont regardé le meeting en direct sur Facebook et plus de 330 000, en moins de 24 heures, l'ont regardé en différé sur YouTube. Outre l'utilisation de l'hologramme, la France insoumise et ses sympathisants font usage de diverses techniques modernes de communication. Les idées de son candidat sont diffusées à travers des émissions en direct sur YouTube, sur Facebook et sur Twitter ainsi que dans un jeu vidéo en ligne, Fiscal Kombat, qui met en scène Jean-Luc Mélenchon affrontant les « oligarques ». Plus largement, la France insoumise use de techniques virales et récupère les codes de l'Internet : les militants récupèrent ainsi le slogan Can't Stenchon the Mélenchon, apparu initialement sur le forum en ligne Blabla 18-25, du site Jeuxvideo.com et qui pastichait le slogan pro-Donald Trump Can't Stump the Trump,. Cette phrase, qui n'a pas de signification en anglais, devient alors un slogan humoristique,. Dès avril 2017, elle est utilisée dans le jeu Fiscal Kombat. Imitant ce qui avait été fait lors de la présidentielle américaine de 2016, le mouvement LFI est soutenu par un serveur de discussion vocale et textuelle hébergé sur la plate-forme Discord : le Discord insoumis, animé par des sympathisants qui créent diverses ressources en ligne pour soutenir la campagne de Mélenchon Ces techniques de campagne alimentent la popularité de Jean-Luc Mélenchon dans une frange importante des jeunes internautes : le candidat obtient environ 30 % chez les 18-24 ans selon les sondages.
Le 19 février, la France insoumise organise une émission en direct de 5 heures sur YouTube, Esprit de campagne, visant à chiffrer son programme. Le candidat à la présidentielle, accompagné de membres de son équipe de campagne (son directeur de campagne Manuel Bompard, les économistes Jacques Généreux et Liêm Hoang-Ngoc et la juriste Charlotte Girard), y débat avec Marc Landré, journaliste du service économie du Figaro, Ghislaine Ottenheimer, rédactrice en chef politique de Challenges, Hedwige Chevrillon, journaliste de BFM Business et Sébastien Crépel, éditorialiste de L'Humanité,. Ce programme économique s'appuie sur le keynésianisme, essentiellement l'effet multiplicateur de la dépense publique. Mélenchon profite de cette date pour présenter la version en ligne du programme.
Le 25 février, le mouvement tient sa Journée de l’Écologie à la Chesnaie du Roy, centre de conférences du parc floral de Paris.

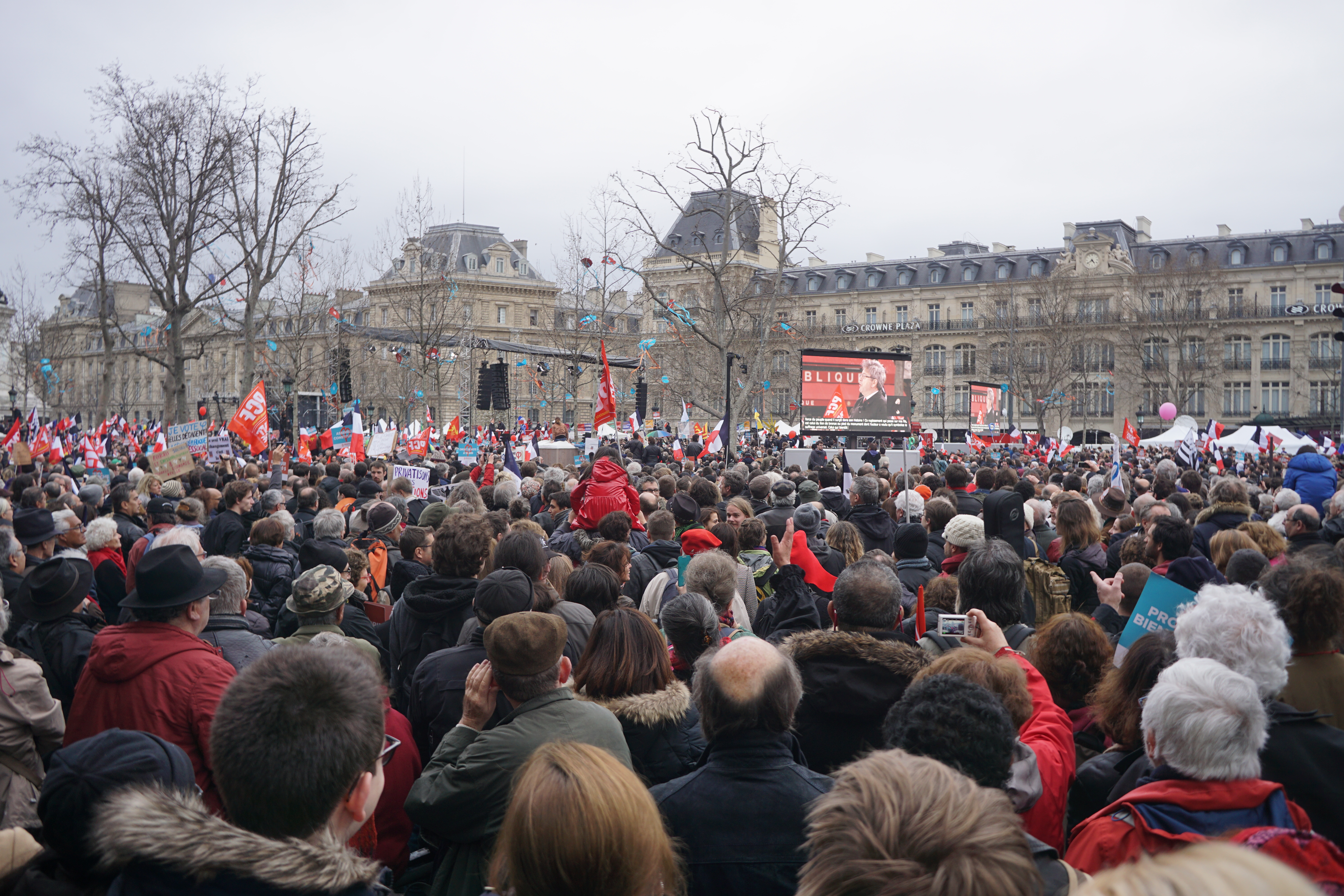
Défilé pour la VIe République le 18 mars 2017, place de la République à Paris.

Le 18 mars, Jean-Luc Mélenchon ainsi que la France insoumise effectuent une « marche pour la VIe République », de la place de la Bastille à la place de la République, à Paris. Selon les chiffres du mouvement, 130 000 personnes y participent. Ce défilé, organisé le jour du 146e anniversaire de la Commune de Paris, s'inscrit dans la continuité de la « marche pour la VIe République » du 18 mars 2012 (qui était alors organisé par le Front de gauche dans le cadre de la campagne présidentielle de 2012).
Le 26 mars, 10 000 personnes assistent à Rennes au meeting de Jean-Luc Mélenchon, dont la trame principale repose sur la question du travail. Il y évoque également la grève générale en cours en Guyane.
Le 9 avril, le meeting de Jean-Luc Mélenchon rassemble plus de 70 000 personnes au Vieux-Port de Marseille. Principalement axé sur le thème de la paix, il a rendu hommage aux 30 000 personnes mortes dans la Méditerranée par une minute de silence. Sur les enjeux géopolitiques, il a réaffirmé sa volonté de sortir de l'Organisation du traité de l'Atlantique nord (OTAN), afin de ne pas entraîner la France dans les guerres menées par les États-Unis, et ainsi d'agir dans le seul cadre de l'Organisation des nations unies (ONU). Pour finir, il a brandi un rameau d'olivier en affirmant : « Je serai le président de la paix ».
Le 12 avril, Jean-Luc Mélenchon tient un meeting à Lille avec plus de 25 000 personnes venues à Lille Grand Palais. Pendant près de deux heures de discours, il est revenu sur de nombreux points de son programme, abordant économie, social, fiscalité, environnement, santé, éducation, recherche dans un seul et même meeting. Le 18 avril, un meeting se tenant à Dijon est diffusé simultanément dans six autres villes de France par hologramme. Le 21 avril, Jean-Luc Mélenchon clôt sa campagne lors d’un apéro insoumis à Paris durant lequel il fait l'éloge de l’ « Europe des rebelles » et auquel participent l’Espagnol Pablo Iglesias (Podemos) et la Portugaise Marisa Matias (Bloc de gauche).

Meeting devant 70000 personnes à la prairie des Filtres de Toulouse, le 16 4 2017.

#### Alliés et soutiens lors de la campagne présidentielle

##### Composantes du Front de gauche
Le Parti de gauche, dont Jean-Luc Mélenchon fait partie, est la principale force politique impliquée dans le parti. Plusieurs de ses cadres organisent notamment la campagne.
Dès juin 2016, des cadres du Parti communiste français, comme son secrétaire national Pierre Laurent et la députée Marie-George Buffet, penchent pour un soutien à sa candidature. Malgré l'opposition des cadres du parti lors de leur Conférence nationale, qui rejettent ce soutien à 55 % le 5 novembre 2016, les militants communistes votent trois semaines plus tard à 53,5 %, durant une consultation interne, en faveur de son soutien.
En novembre 2016, le parti Ensemble !, troisième force de la coalition du Front de gauche, annonce également son soutien au candidat du mouvement, voté à 72 % par les militants. Ceux-ci avaient le choix entre trois options : soutenir Mélenchon et travailler à un cadre commun (42 % des voix), participer plus directement à la campagne de La France insoumise (30 %) ou rejeter « à ce stade » tout soutien à Mélenchon (25 %).
Le PCF et Ensemble ! ont cependant choisi de faire chacun une « campagne autonome », souhaitant garder leur indépendance par rapport à ce parti. Ces deux partis impriment ainsi leurs tracts et leurs affiches, et organisent leurs meetings, sans pour autant être associés aux décisions politiques de la campagne. Malgré le soutien apporté par le PCF lors de la présidentielle, des tensions ont lieu peu après le scrutin entre les deux mouvements, qui ne trouvent pas d'accord pour les législatives.

##### Dissidents d'Europe Écologie Les Verts

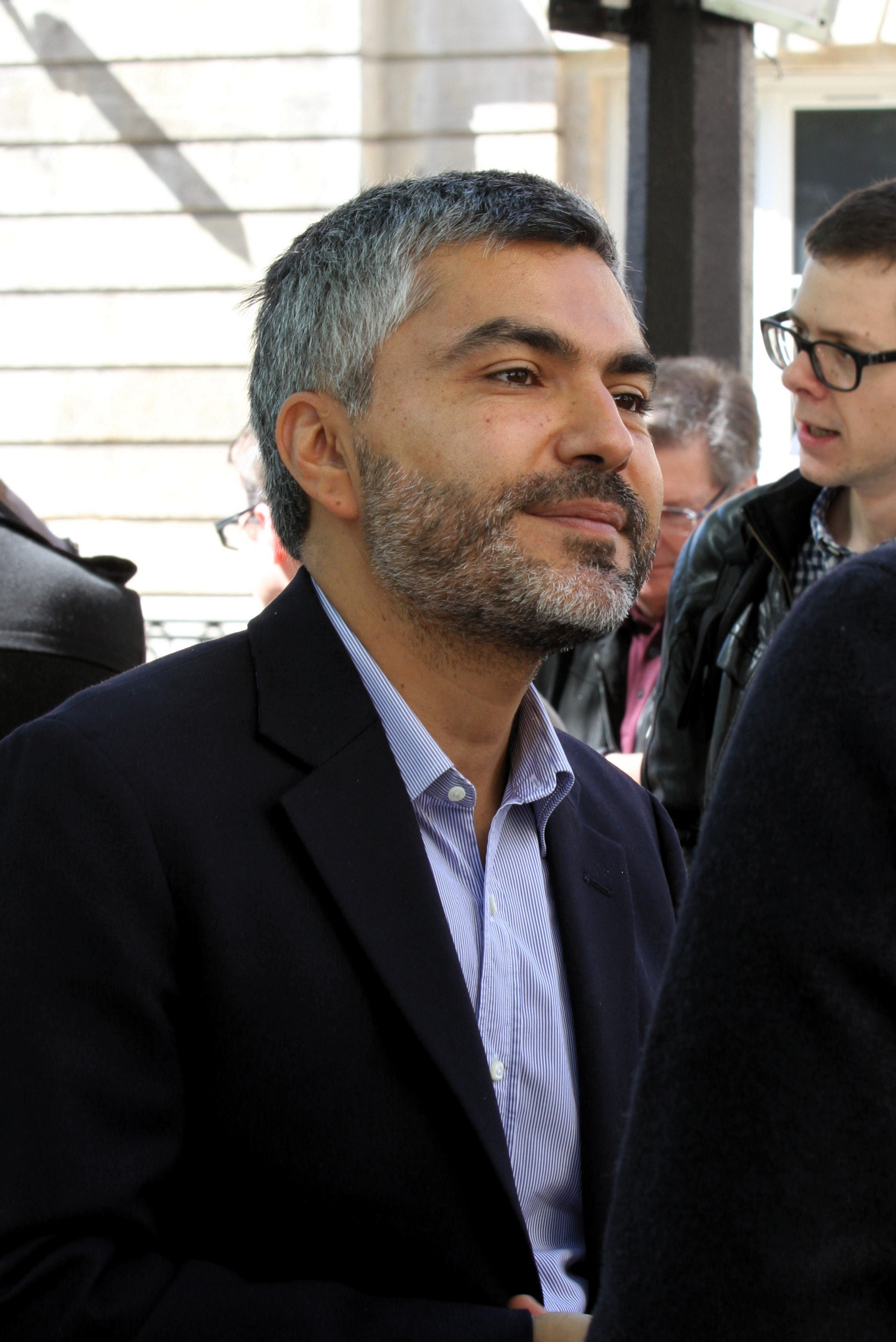
Sergio Coronado, député EÉLV annonce en mars 2017 soutenir le candidat de La France insoumise.

Dès décembre 2016, la Coopérative écologie sociale, dont sont notamment membres des personnalités politiques d'EÉLV comme Francine Bavay, conseillère fédérale du parti, et Sergio Coronado, député des Français de l'étranger, publie un texte plaidant pour l'appui à la candidature de Mélenchon. Plus tard, en février 2017, à la suite de l'annonce du retrait de Yannick Jadot (candidat désigné par la primaire de l'écologie organisée par EÉLV) au profit de Benoît Hamon (PS) sur la base d'un accord non encore approuvé par les militants, un certain nombre d'entre eux ainsi que des élus annoncent leur intention de soutenir La France insoumise.
Le 10 mars 2017, 27 écologistes, dont le député Sergio Coronado, des militants, des responsables locaux, des candidats investis en vue des législatives de juin et des membres du Conseil fédéral d'EÉLV, publient une tribune dans Reporterre annonçant qu'il ne soutiendront pas la candidature de Benoît Hamon au premier tour de l'élection présidentielle, mais celle de La France insoumise. Ils expliquent notamment leur choix en pointant la contradiction entre le fait que Hamon ait « besoin d’un PS fort pour sa campagne » alors que « l’espoir d’une gauche écologiste exige au contraire de s’en affranchir », critiquant la présidence de François Hollande, et en jugeant que l'intégration de l'écologie politique dans les programmes des candidats est « récente et incohérente » pour Hamon, tandis qu'elle est « profonde et durable » pour Mélenchon.
Le 12 avril, sept conseillers fédéraux du parti publient à leur tour une tribune pour annoncer leur soutien à la candidature de La France insoumise, plutôt qu'à celle de Benoît Hamon, estimant que « dans l’hypothèse où [ce dernier] remporterait la présidentielle et réussirait à obtenir une majorité parlementaire, celle-ci serait majoritairement composée de ceux qui ont jusqu’au bout soutenu la politique de François Hollande et Manuel Valls » ajoutant : « Qui peut penser qu’une majorité PS défendant aujourd’hui le bilan du quinquennat légifèrerait en faveur d’une plateforme programmatique radicalement différente sur le plan social et environnemental ? ». Le 14 avril, Éric Piolle, maire EÉLV de Grenoble, annonce également qu'il votera pour Jean-Luc Mélenchon, qu'il ne perçoit « plus » comme étant « le candidat d’un camp : il devient le candidat de cette majorité culturelle qui veut le changement ».

##### Autres mouvements politiques
Plusieurs partis et courants politiques de gauche radicale ont apporté leur soutien au mouvement et constituent son « espace politique » : le Parti de gauche, Ensemble ! et certains élus et responsables du parti Europe Écologie Les Verts (EÉLV).
Plusieurs petites organisations politiques de gauche et d'extrême gauche comme la Nouvelle Gauche socialiste (qui sera renommé en « Les Socialistes insoumis »), et certains dissidents du Mouvement républicain et citoyen ont annoncé soutenir cette candidature.
Ces organisations et partis ne font cependant pas partie de l'organisation à proprement parler, ils la soutiennent simplement.

##### Personnalités
La philosophe belge Chantal Mouffe est un soutien affiché du mouvement.
Plus d'une centaine d'économistes de dix-sept pays différents ont jugé que le programme économique de Jean-Luc Mélenchon était le seul « capable de répondre aux urgences majeures de notre temps ».
L'actrice Pamela Anderson, motivée par le soutien de la cause animale porté par le mouvement et de la possibilité offerte à Julian Assange et Edward Snowden d'être accueillis en France en cas d'élection de Jean-Luc Mélenchon, appelle également les Français à voter pour le candidat du mouvement,.
Les acteurs Danny Glover, Mark Ruffalo et Oliver Stone, la philosophe Nancy Fraser, le linguiste et critique des médias Noam Chomsky ainsi que la dramaturge Eve Ensler, ont également lancé en commun une pétition appelant le peuple français à ne pas répéter ce qu'ont connu les Américains en 2016 : « La tragédie Clinton contre Trump », c'est-à-dire ne pas avoir à choisir entre « le corporatisme libéral de l'establishment » (incarné par Emmanuel Macron et François Fillon) et « le populisme de la droite xénophobe » (incarné par Marine Le Pen).
Un collectif de personnes ayant organisé la campagne de Bernie Sanders lors des primaires présidentielles du Parti démocrate américain de 2016 publient une tribune dans le journal Le Monde pour appeler à voter en sa faveur, tout en dénonçant les attaques dont les deux hommes ont été victimes.
Le chanteur Nilda Fernández participe à la marche pour la VIe République le 18 mars 2017, où il interprète quelques chansons après les discours.
Le député et secrétaire général du parti espagnol Podemos, Pablo Iglesias, et la députée européenne du Bloc de gauche portugais Marisa Matias, apportent leur soutien à la candidature de Mélenchon, en participant à un « apéro insoumis » organisé par le mouvement le 21 avril dans le quartier de Belleville, au sein du XXe arrondissement de Paris,. L'ancien président uruguayen José Mujica réaffirme également son soutien dans un message vidéo.
De nombreuses personnalités ont publiquement soutenu la candidature de Mélenchon lors de l'élection présidentielle, parmi lesquels Juliette, Rim'K, Yvan Le Bolloc'h, Anémone, Gérard Miller, Sam Karmann, Gérald Dahan, Isabelle Mergault, Céline Sallette, Jacques Weber, Carole Bouquet, Bernard Lavilliers.

#### Résultats du premier tour et conséquences
Lors du premier tour de l'élection présidentielle de 2017, Jean-Luc Mélenchon arrive en 4e position avec 19,58 % des suffrages exprimés (plus de 7 millions de voix), ce qui ne lui permet pas d'accéder au second tour. Sa candidature arrive en tête dans 8 grandes villes métropolitaines : Marseille, Toulouse, Montpellier, Lille, Le Havre, Saint-Étienne, Nîmes et Grenoble, ainsi que dans 7 départements : Ariège, Dordogne, Guyane, La Réunion, Martinique, Saint-Pierre-et-Miquelon et la Seine-Saint-Denis. Il est également le premier candidat chez les 18-24 ans, chez les chômeurs et chez les proches d’Europe-Écologie Les Verts (malgré le désistement du candidat du parti pour Benoît Hamon).
Le soir même, il déclare à propos des injonctions qu'il renonce à donner une consigne de vote pour le second tour, auquel sont qualifiés Emmanuel Macron et Marine Le Pen : « Je n’ai reçu aucun mandat des 450 000 personnes qui ont décidé de présenter ma candidature pour m’exprimer à leur place sur la suite », réaffirmant au passage la tenue d'une consultation des appuis du mouvement à ce sujet. Il ajoutera plus tard dans l'une de ses Revues de la semaine, sur YouTube, qu'à titre personnel il ira voter et qu'il ne votera pas pour Marine Le Pen. Il choisit de garder son vote secret afin que ses militants puissent « rester regroupés. Pour que chacun d'entre [eux], quelle que soit la décision qu'il va prendre, puisse rester en cohérence avec le vote qu'il a fait à la présidentielle ».
Conformément aux engagements pris en ce sens au cours de la campagne, une consultation est ainsi lancée sur Internet à destination des personnes ayant appuyé la candidature de Mélenchon. L'organisation du mouvement précise que les résultats seront rendus public le 2 mai et qu'« il ne s'agit pas de donner une consigne de vote mais de faire connaître la position des insoumis ». Le mouvement de la France insoumise étant, selon ses organisateurs, « par définition, lié aux principes de notre devise républicaine Liberté, Égalité, Fraternité », le choix d'un vote en faveur de Marine Le Pen en est écarté. Les appuis ont voté à 36,12 % « Je vote blanc ou nul », à 34,83 % « Je vote Emmanuel Macron » et à 29,05 % « Je m'abstiens »,,.
Cette campagne a coûté 10,676 millions d'euros, la cinquième la plus couteuse de l'élection, après celles d'Emmanuel Macron, Benoît Hamon, François Fillon et Marine Le Pen.

### Élections législatives de 2017

#### Convention de Lille en octobre 2016
Lors de la convention de Lille en octobre 2016, 20 candidats sont présentés, parmi lesquels le physicien directeur de recherches au CNRS et porte-parole du réseau Sortir du nucléaire Jean-Marie Brom, l'inspecteur des finances publiques et lanceur d'alerte de l'affaire Cahuzac Rémy Garnier, le syndicaliste CGT de l'usine sidérurgique ArcelorMittal de Florange Lionel Burriello, le secrétaire général adjoint de la CGT Air France Mehdi Kémoune, la syndicaliste vue dans Merci Patron ! Marie-Hélène Bourlard, et Nathalie Seguin, syndicaliste membre du Parti communiste,. La campagne pour les législatives est dirigée par Bastien Lachaud.

#### Mai 2017

##### Échec des discussions avec le PCF et les écologistes
La France insoumise investit une trentaine de candidats communistes, dont les sortants Marie-George Buffet, et Nicolas Sansu, qui se sont engagés à respecter la charte du mouvement mais échouent à trouver un accord national, au terme de discussions avec le Parti communiste français (PCF), LFI ne souhaitant investir que des candidats respectant son programme, dans un souci de cohérence, le PCF étant par exemple opposé à la sortie du nucléaire. Cette condition est refusée par le parti communiste, qui préfère un accord de désistement mutuel sur une trentaine de circonscriptions. Les insoumis proposent alors de se désister dans 26 circonscriptions et demandent au PCF de faire de même dans 26 autres, mais les discussions échouent car le PCF considère que les candidats « communistes » que LFI accepte de soutenir ont en fait déjà accepté de se présenter sous l'étiquette LFI et ne sont donc pas des candidats du PCF. LFI annonce donc le 12 mai qu'il ne présentera pas de candidats face aux députés communistes sortants ayant parrainé la candidature Mélenchon à la présidentielle ce qui ne représente que très peu de candidats. LFI présente par contre des candidats dans toutes les circonscriptions détenues jusque-là par un député Front de gauche, sauf face à Marie-George Buffet et Clémentine Autain. Le PCF, qui n'a pas présenté de candidat à la présidentielle pour soutenir la candidature de Jean-Luc Mélenchon, ne présente pas non plus de candidat dans la circonscription législative de Marseille où ce dernier se présente. De son côté, LFI présente des candidats presque partout, y compris face à des députés Front de gauche sortants, comme André Chassaigne.
Le dirigeant d'Europe Écologie Les Verts (EÉLV), David Cormand, appelle aussi la France insoumise à s'allier à son parti. LFI refuse, EÉLV étant déjà engagé dans un accord avec le PS et ne souhaitant pas se plier au programme du mouvement. Finalement, LFI investit donc des candidats dans la quasi-totalité des circonscriptions à l'exception de celles où des personnalités ont soutenu LFI. C'est le cas dans la quatrième de la Seine-Saint-Denis, où se présente Marie-George Buffet (PCF), dans la onzième du même département, où se présente Clémentine Autain (Ensemble !), dans la première de la Somme où se présente François Ruffin, dans la deuxième des Français de l'étranger où se représente Sergio Coronado (EÉLV), dans la deuxième de La Réunion où se représente Huguette Bello (Pour La Réunion) ou dans la cinquième du Calvados où se représente Isabelle Attard.
Éric Piolle, maire écologiste de Grenoble, regrette ce qu'il perçoit comme une « stratégie de forteresse » au détriment d'une gauche unie, taxant Jean-Luc Mélenchon de « caporal ». Regrettant une « occasion ratée » et pronostiquant un échec pour son camp, il apporte son soutien à des candidatures d'alliance entre EÉLV et les partisans de Benoît Hamon sur les deux circonscriptions grenobloises contre les candidats de La France insoumise, ces derniers devançant finalement les candidats écologistes au premier tour.

##### Candidats
Les candidats investis pour les élections législatives de juin 2017, dont la moitié de femmes, sont à environ 60 % issus de la société civile (n'ont jamais été adhérents ou élus d'un parti politique), ils sont plutôt jeunes, avec une moyenne d'âge se situant autour de 43 ans.
Les candidats investis signent la charte du mouvement et défendent le programme L'Avenir en commun, celui de Jean-Luc Mélenchon et de la France insoumise lors de l'élection présidentielle. Ils signent également la charte éthique de l'association indépendante Anticor, engagée pour l'éthique en politique, la lutte contre la corruption et la fraude fiscale.
Le directeur de la campagne est Manuel Bompard, candidat dans la neuvième circonscription de la Haute-Garonne, face à Christophe Borgel, numéro deux du PS et responsable de l'organisation de la primaire citoyenne en janvier.
Certains candidats sont sans-étiquette, comme le journaliste et cinéaste François Ruffin. Certains viennent du Parti socialiste, comme les économistes Liêm Hoang-Ngoc (ex-député européen) ou la championne du monde de kick-boxing Sarah Soilihi (troisième circonscription des Bouches-du-Rhône).
D'autres viennent d'Europe Écologie Les Verts, comme Sergio Coronado, ex-directeur adjoint de Noël Mamère, ou Sophie Camard, suppléante de Jean-Luc Mélenchon, du PCF, comme Marie-George Buffet, ex-ministre des sports du gouvernement de Lionel Jospin, ou encore de formations moins connues (Ensemble ! pour Clémentine Autain et pour Danièle Obono).
Parmi les personnalités investies par le mouvement figurent également l'humoriste Gérald Dahan (dixième des Hauts-de-Seine), Juan Branco, conseiller juridique de WikiLeaks ou encore Leïla Chaibi, cofondatrice du collectif Jeudi noir.
La France insoumise présente des ouvriers en position éligible, dont deux dans le Nord, où sept circonscriptions sur treize ont donné plus de 50 % à Marine Le Pen au deuxième tour de la présidentielle. Parmi eux, dans la neuvième, Jean-Louis Van-de-Wiele, ex-militant de la CFDT et de la Jeunesse ouvrière chrétienne, à Tourcoing, où Mélenchon est arrivé en tête à la présidentielle (28 %) et Aurélien Motte, 32 ans, dirigeant CGT de la contestation des licenciements chez Sambre et Meuse, dans la troisième circonscription du Nord, considéré comme « le territoire le plus pauvre de France », où le socialiste Rémi Pauvros a perdu la mairie de Maubeuge en 2014 face à l'Union des démocrates et indépendants.
Quant à lui, Jean-Luc Mélenchon se présente dans la quatrième circonscription des Bouches-du-Rhône (Marseille), où il a obtenu 39 %, face au député PS sortant Patrick Mennucci, chef de file socialiste aux Élections municipales françaises de 2014.

#### Résultats
Au premier tour, la France insoumise arrive en quatrième position au niveau national avec 11,03 % des suffrages exprimés (2 497 622 voix). Les candidats du mouvement sont qualifiés pour le second tour dans 74 circonscriptions sur 577 (soit dans environ 13 % des circonscriptions). Dix-sept candidats sont élus au second tour, permettant au mouvement de former le groupe parlementaire France insoumise à l'Assemblée nationale.
Parmi ceux-ci, six responsables du mouvement : Jean-Luc Mélenchon, Alexis Corbière, Éric Coquerel, Bastien Lachaud, Mathilde Panot et Danièle Obono ; neuf militants : Caroline Fiat, Ugo Bernalicis, Bénédicte Taurine, Michel Larive, Adrien Quatennens, Sabine Rubin, Muriel Ressiguier, Loïc Prud'homme, Stéphane Peu ; ainsi que deux députés investis mais n'ayant pas signé la charte du mouvement : François Ruffin et Clémentine Autain (Ensemble !).
À ces 17 députés ayant été investis par la France insoumise s'ajoutent cinq députés ouvertement soutenus par le parti : Huguette Bello (DVG, Pour La Réunion), Marie-George Buffet (PCF), Sébastien Jumel (PCF), Hubert Wulfranc (PCF) et Jean-Hugues Ratenon (DVG, Rézistan's Égalité 974). Seul Jean-Hugues Ratenon choisit ensuite de siéger dans le groupe La France insoumise, les quatre autres décidant de siéger dans le groupe de la Gauche démocrate et républicaine, organisé autour du Parti communiste. Stéphane Peu, adhérant au Parti communiste, mais pourtant élu sous les couleurs de la France insoumise, décide également de siéger dans ce groupe.

### Législature 2017-2022

Logo de 2017 à 2023.

Le groupe parlementaire la France insoumise se fait remarquer dans la session parlementaire extraordinaire qui suit les élections. Alors que les autres groupes parlementaires paraissent atones par manque d'expérience ou d'organisation, les députés du groupe LFI font preuve d’une grande virulence contre le nouveau gouvernement et dénoncent « la casse du code du travail », « la destruction d’un siècle de lutte sociale », ou « l’inversion de la hiérarchie des normes ».
En août 2017, LFI organise son université d'été sur le campus de Saint-Charles de l'université d'Aix-Marseille, avec comme axes stratégiques l’enracinement dans l’écologie et dans les quartiers populaires. L'ancien président de l’Équateur, Rafael Correa, y fait une intervention. Décision est prise de mobiliser pour un grand rassemblement le 23 septembre à Paris contre « le coup d’État social » que constituerait la réforme du Code du Travail. Dans le même temps, le mouvement qui réfléchit sur son organisation affirme sa volonté de ne pas devenir un parti « à l’ancienne ». Martine Billard déclare : « on a un grand mouvement qu'on ne veut pas transformer en parti traditionnel pyramidal ».
À l'occasion de l'université d'été du mouvement, lors de la conférence « Faut-il « dégager » les médias ? » dont il est un des intervenants, le politologue Thomas Guénolé annonce son ralliement à la France insoumise. Durant ces « amphis d'été », plusieurs ateliers ont exploré la méthode Alinsky pour permettre la « reconquête des quartiers populaires », « frapper aux portes », « tisser des colères », « cibler les puissants » et « agir nous-mêmes ». Un pôle « auto-organisation » a alors été créé au sein du mouvement. Des conférences ont été tenues pour essaimer dans les luttes et les régions.
La France insoumise a annoncé l'organisation d'une convention en décembre 2017 pour statuer sur son avenir, sa structuration et les actions qu'elle compte mener, précisant d'ores et déjà que le programme L'Avenir en commun demeurera son ciment idéologique et que la verticalité affichée avec Jean-Luc Mélenchon comme dirigeant devra se coupler à l'horizontalité pour permettre aux membres de s'organiser dans des actions plus locales, revendiquant la volonté de ne pas se transformer en parti classique. La convention s'est tenue à Clermont-Ferrand. Jean-Luc Mélenchon s'est posé en « passeur ». Trois thématiques ont été démocratiquement choisies : la lutte contre la pauvreté, la sortie du nucléaire avec la transition écologique et la lutte contre la fraude fiscale.
Le parti ne présente pas de candidats aux élections sénatoriales de septembre 2017, décision à la fois motivée par le faible nombre de grands électeurs pouvant voter en leur faveur, mais aussi par la volonté affichée de supprimer le Sénat,.
Le 23 septembre 2017, jour de promulgation au journal officiel des ordonnances portant réforme du code du travail au cœur du programme du président Emmanuel Macron, la France insoumise organise une manifestation à Paris, la troisième contre ce texte après celles du 12 et du 21 septembre initiées par la CGT. Le parti annonce avoir réuni 150 000 sympathisants sur la place de la République lors du discours de Jean-Luc Mélenchon ; la Préfecture de police n'annonce quant à elle aucun chiffre comme il est d'usage pour les rassemblements organisés par des partis politiques, cependant fuite le chiffre de 30 000 personnes. Sont remarquées la présence du secrétaire national du Parti communiste français Pierre Laurent, celle des candidats aux élections présidentielles de 2002 à 2017 du Nouveau Parti anticapitaliste Olivier Besancenot et Philippe Poutou, et celle de Benoît Hamon, fondateur du Mouvement du 1er juillet et candidat défait du Parti socialiste à l'élection présidentielle de 2017, malgré leurs divergences respectives avec Jean-Luc Mélenchon,. L'imputant notamment aux divisions syndicales, Jean-Luc Mélenchon reconnaît en novembre 2017 l'échec du mouvement social contre les ordonnances.
En juillet 2018, lorsque se révèle l'affaire Benalla, le groupe parlementaire LFI réclame une commission d'enquête qui permette de comprendre quelles sont les « responsabilités politiques et l'enchaînement » qui a conduit à ce qu'un proche collaborateur du président Emmanuel Macron frappe un jeune manifestant le 1er mai 2018. Le député insoumis Éric Coquerel considère qu'il s'agit d'une « affaire d'État » et Jean-Luc Mélenchon propose à l'Assemblée nationale de déposer une motion de censure contre le gouvernement si le Premier ministre ou le ministre de l'Intérieur ne venaient pas s'expliquer devant les députés,,.
Fin 2018, Danielle Simonnet met en place un « pôle d’écoute et de vigilance contre les violences sexistes et sexuelles » de la France Insoumise, qui deviendra le Comité de suivi contre les violences sexistes et sexuelles (CVSS). Par la suite, la direction est assurée par Sarah Legrain. En 2022, après les affaires Taha Bouhafs et Eric Coquerel et la mise en retrait d’Adrien Quatennens, en raison de violences conjugales, les dysfonctionnements de ce comité sont pointés du doigt par la presse,,,.

#### Divisions internes
Plusieurs départs et tensions internes surviennent à partir de la fin 2018. C'est notamment le cas de Liêm Hoang-Ngoc, Corinne Morel Darleux, Sarah Soilihi, Thomas Guénolé, Charlotte Girard et Manon Le Bretton. Le manque de démocratie interne et la ligne stratégique du parti sont invoqués comme des motifs de rupture,. La frange «souverainiste» et « populiste » est marginalisée, en particulier avec l'éviction de la liste des élections européennes de 2019 des orateurs nationaux Georges Kuzmanovic (par ailleurs conseiller diplomatique de Jean-Luc Mélenchon) et François Cocq,. Georges Kuzmanovic quitte alors LFI, s'opposant à l'« extrême concentration du pouvoir aux mains d’un petit groupe de nouveaux apparatchiks et bureaucrates, aux convictions mollement sociales-démocrates » et « à la complaisance des segments gauchistes de LFI à l'égard des thèses indigénistes ». En mai 2019, en vue des élections européennes, Andréa Kotarac, conseiller régional d'Auvergne-Rhône-Alpes, appelle à voter pour la liste du RN, déplorant que LFI ait laissé s'instaurer des « concepts diviseurs » comme des « réunions réservées aux femmes » ou « l'écriture inclusive ».

### Campagne et élection présidentielles de 2022

#### Campagne présidentielle
Le 8 novembre 2020, invité sur le plateau du Journal de 20 heures de TF1, Jean-Luc Mélenchon annonce proposer sa candidature à l'élection présidentielle de 2022. Il met une condition à cette candidature : il se présentera si au moins 150 000 personnes votent pour le soutenir sur une plate-forme numérique appelée « Nous sommes pour ! ». Cette « investiture populaire » se base sur une proposition de la commission Jospin pour les candidatures présidentielles, suggérant de remplacer les actuelles 500 signatures d'élus par 150 000 parrainages citoyens. Il annonce avoir obtenu ces 150 000 signatures quatre jours plus tard. Quatorze mois après exactement, le 8 janvier 2022, il annonce au grand jury RTL-LCI que ce nombre a quasiment doublé, passant à plus de 270 000 signatures.
En octobre 2021, Jean-Luc Mélenchon lance un nouveau mouvement, l'Union populaire. En décembre 2021, il annonce la création d'un « Parlement de l'Union populaire » qui vise à rassembler des personnalités extérieures à La France insoumise afin de soutenir sa candidature et de préparer la refondation de la gauche. Cette structure est dirigée par Aurélie Trouvé qui quitte la présidence d'Attac pour assumer cette charge, et accueille des universitaires, des responsables associatifs et syndicaux, des figures de différents mouvements sociaux ou encore des artistes. Elle accueille aussi des personnalités issues d'autres formations politiques de gauche, comme les partis communiste (Sébastien Jumel, Karine Lebon...), EELV (Thomas Portes) ou Génération.s (Ali Rabeh). Mélenchon reçoit également le soutien de Gérard Filoche (GDS) et d'Aymeric Caron (REV) qui intègrent tous deux le Parlement de l'Union populaire.
Il affirme que cette troisième campagne présidentielle sera sa dernière en tant que candidat.
L'ancienne garde des Sceaux Christiane Taubira (vainqueur de la Primaire populaire, mais n'ayant pas reçu assez de parrainages pour être candidate) déclare publiquement lors du dernier jour de la campagne officielle qu'elle votera pour Jean-Luc Mélenchon, car « il est le seul candidat de gauche en mesure de barrer la route à l'extrême droite dès le premier tour ».

#### Résultats
Il termine troisième de l'élection présidentielle avec 21,95 % des voix, son meilleur score après les résultats des deux précédents scrutins de la présidentielle (11,10 % en 2012 puis 19,56 % en 2017). C'est le meilleur résultat enregistré par un troisième depuis l'élection du Président de la République au suffrage universel direct. Il progresse de 655 000 voix par rapport à 2017. 421 000 voix lui ont manqué pour battre Marine Le Pen et atteindre le second tour. Des militants insoumis reprochent alors à Fabien Roussel, candidat du PCF qui était allié avec La France insoumise en 2017, de ne pas s'être désisté pour Jean-Luc Mélenchon : si tous les électeurs communistes avaient reporté leurs voix, la victoire était acquise. En novembre 2020, Fabien Roussel avait expliqué le maintien de sa candidature à l'insoumis Adrien Quatennens déclarant qu'il pensait impossible une victoire de la gauche, mais qu'il pourrait changer d'avis si une opportunité se dessinait. Or, à la veille du premier tour, les sondages donnaient Jean-Luc Mélenchon entre 17 % et 18 %, et Marine Le Pen entre 22 et 25 %, un écart qui pouvait être jugé trop important pour être comblé,.
Il termine notamment en tête chez les 18-24 ans (31 %) et chez les 25-34 ans (31 %). Il réalise d'excellents scores dans les grandes villes et termine en tête notamment à Saint-Denis (61,13 %), Montreuil (55,22 %), Montpellier (40,73 %), Lille (40,53 %), Toulouse (36,95 %) et Marseille (31,12 %). Il réalise également des scores importants en Outre-mer et termine en tête avec plus de 50 % des voix en Guyane, Martinique et Guadeloupe. Il réalise plus de 40 % à La Réunion. Il termine finalement en tête en Ariège, Essonne, Seine-et-Marne, Seine-Saint-Denis, Val-de-Marne, Val-d'Oise, Guadeloupe, Guyane, Martinique, Saint-Pierre-et-Miquelon, Réunion et Saint-Martin et Saint-Barthélemy. Au niveau régional, il termine en tête dans la région Île-de-France devant Emmanuel Macron (30,24 % contre 30,19 %).
Le soir du premier tour, Jean-Luc Mélenchon appelle par quatre fois à « ne pas donner une seule voix à Madame Le Pen ».

### Élections législatives de 2022
Dans le cadre des élections législatives de 2022, la France insoumise — force de gauche majoritaire de l'élection présidentielle — cherche à rassembler les principaux partis de gauche autour de la bannière de l'Union populaire. Des discussions sont engagées, notamment avec Europe Écologie Les Verts, le Parti socialiste, le Parti communiste français et le Nouveau Parti anticapitaliste. Le mouvement Génération.s, fondé par Benoît Hamon, rejoint également le mouvement, dès le 29 avril.
Dans la nuit du 1er au 2 mai, un accord est conclu avec EÉLV sous la bannière commune de la Nouvelle Union populaire écologique et sociale, abrégée en NUPES.
Le 3 mai, le Parti communiste français rejoint cette union. Le 4 mai, le Parti socialiste annonce avoir conclu un accord, demandant encore à être ratifié par une instance interne, avec la France insoumise. Cet accord est validé dans la nuit du 5 au 6 mai par le conseil national du Parti socialiste. En parallèle, le Nouveau Parti anticapitaliste annonce dans un communiqué ne pas être en mesure de trouver d'accord pour rejoindre l'union.
À l'issue du premier tour des législatives, la coalition NUPES rassemble 25,66% des voix au niveau national, et fait quasiment jeu égal avec la coalition de la majorité présidentielle Ensemble avec 21 000 voix de moins qu'elle. Au second tour, la NUPES se classe seconde coalition de France et première force d'opposition, avec 131 députés élus dont 72 insoumis. Lorsque les résultats sont analysés sur les partis initiaux, les insoumis obtient de moins bons résultats que le Rassemblement national, qui obtient de son côté 89 sièges. Ces résultats, qui privent la majorité présidentielle de la majorité absolue qu'elle détenait alors, inaugurent de l'avis des analystes un retour du parlementarisme, avec la nécessité d'obtenir des alliances au cas par cas pour faire passer des projets.

### Élections législatives de 2024
Lors des élections législatives de 2024, La France insoumise refuse l'investiture à cinq « frondeurs » : Alexis Corbière, Raquel Garrido, Frédéric Mathieu, Hendrik Davi et Danielle Simonnet,. Ceux-ci qualifient cet acte de « purge » et de « crime de lèse-Mélenchon ». À l’inverse, Adrien Quatennens voit son investiture initialement maintenue dans le Nord avant de renoncer à se présenter face à la colère de mouvements féministes après sa condamnation pour violences conjugales,.
Alexis Corbière, Danielle Simonnet et Hendrik Davi, qui se présentent face aux candidats officiels de la France insoumise, retrouvent finalement leur siège à l’Assemblée nationale. Raquel Garrido arrivée troisième du premier tour fait le choix de se désister pour laisser le champ libre à Aly Diouara. Frédéric Mathieu, faute de suppléant, renonce finalement le 16 juin à se présenter aux élections. Les trois députés réélus, ainsi que Clémentine Autain et François Ruffin qui ont également quitté LFI, rejoignent le groupe écologiste à l’Assemblée nationale.

## Programme

### La convention de Lille (2016)

Processus constitutif de la Sixième République selon La France insoumise (document réalisé avant l'élection présidentielle de 2017).

L'élaboration du programme a été coordonnée par l'économiste Jacques Généreux, membre des Économistes atterrés, et par la juriste Charlotte Girard,, maître de conférences en droit public. Il s'inspire de L'Humain d'abord, le programme du Front de gauche à l'élection présidentielle de 2012, des travaux conduits par le Parti de gauche au cours de ses assises pour l’écosocialisme, des projets de Sixième République, et des sommets pour un plan B en Europe, mais aussi des nombreuses contributions des partisans du mouvement, que des rapporteurs ont été chargés de synthétiser.
À l’issue de la convention de Lille, une synthèse de l’ensemble des propositions débouche sur un programme en sept axes et trois cent cinquante-sept mesures. Celui-ci est adopté par plus de 90 % des votants.
Le mouvement a également adopté « dix mesures emblématiques », mesures prioritaires votées par les militants lors de la convention de Lille, appelant à faire face à quatre « urgences majeures » : l'urgence démocratique, l'urgence sociale, l'urgence écologique et l'urgence géopolitique,. Adoptées par 77 038 votes via Internet, ces dix mesures prioritaires sont,, :
1. La mise en place d'une assemblée constituante chargée de rédiger la constitution d'une Sixième République qui succéderait à l'actuelle Cinquième République. Celle-ci est qualifiée de « monarchie présidentielle » par le mouvement, qui estime que le président de la République concentre trop de pouvoirs, sans que le peuple puisse exercer un contrôle sur son action. Ce processus constituant serait aussi l'occasion de proposer d'autres modes de fonctionnement comme la proportionnelle aux élections législatives. Le changement de constitution, et donc des institutions, est jugé fondamental par le mouvement qui voit dans l'abstention électorale croissante le reflet d'un désaveu des Français pour leur système institutionnel ;
2. L'abrogation de la loi Travail, dont le mouvement estime qu'elle a notamment mis fin à la hiérarchie des normes en matière de droit du travail en inversant le principe de faveur, et qu'elle ne protège ainsi plus suffisamment les travailleurs ;
3. La refondation des traités de l'Union européenne, avec notamment des changements de politique monétaire, de politique agricole commune et de politique environnementale. À défaut, le programme prévoit l'application d'un « plan B » consistant à sortir des traités européens de manière unilatérale pour ensuite proposer d'autres coopérations entre les pays ;
4. La mise en place d'un plan de transition énergétique vers 100 % d'énergies renouvelables en 2050, en suivant les études de l'association négaWatt et de l'Agence de l'environnement et de la maîtrise de l'énergie. Cette transition passe par la sortie du nucléaire civil, dont le mouvement critique la dépendance pour l'approvisionnement en uranium, le manque de sûreté des installations, la gestion des déchets radioactifs et les coûts financiers ;
5. L'instauration d'une « règle verte », consistant à ne pas prélever sur la nature davantage que ce qu'elle peut reconstituer, ni produire plus que ce qu'elle peut supporter, et que le mouvement souhaite proposer lors du processus constituant afin qu'elle figure dans la nouvelle constitution ;
6. Le droit de révocation des élus par référendum comme moyen de remettre un mandat en question lorsque l'élu n'est pas fidèle à ses engagements, lorsqu'il n'est pas intègre ou lorsqu'il n'est pas assidu. Le mouvement souhaite également proposer cette mesure lors du processus constituant ;
7. La protection des biens communs comme l'air, l'eau, l'alimentation, le vivant, la santé, l'énergie ou la monnaie, en agissant contre leur marchandisation afin de préserver l'intérêt général, et en développant des services publics correspondants ;
8. La séparation des banques d'affaires et de détail, visant à séparer les activités spéculatives des activités de prêts et de dépôts afin de protéger ces dernières, ainsi que la création d'un pôle public bancaire, qui permettrait de financer les PME et de mener une politique du crédit sur des critères sociaux et écologiques ;
9. L'instauration d'un SMIC mensuel à 1 326 euros nets pour 35 heures hebdomadaires et la revalorisation des salaires des fonctionnaires, gelés depuis 2010 ;
10. Le refus de traités de libre-échange comme le Partenariat transatlantique de commerce et d'investissement (TAFTA) ou l'Accord économique et commercial global (CETA).

### L'Avenir en commun
Le programme ainsi conçu et nommé L'Avenir en commun est publié aux Éditions du Seuil le 1er décembre 2016. Il est organisé selon sept axes : « Sixième République », « partage des richesses », « planification écologique », « sortie des traités de l'Union européenne », « paix et indépendance », « progrès humain » et « frontières de l'humanité » (mer, espace et numérique). Le livre se classe rapidement dans le top 10 des meilleures ventes, tiré à 110 000 exemplaires le 9 décembre. Il a fait l'objet d'une adaptation en bande dessinée numérique diffusée sur internet. Trente-neuf livrets thématiques, approfondissant les propositions du mouvement, sont ensuite publiés au fur et à mesure de la campagne.
Vis-à-vis de la question européenne, Mélenchon refusant généralement le qualificatif d'eurosceptique, le mouvement se définit comme pro-européen, mais avec une vision critique de l'Union européenne actuelle, et notamment anti-libérale,. Le mouvement est favorable à la libre circulation des personnes au sein de l'Europe, mais veut éviter la mise en compétition des travailleurs et des pays de l’UE, interdire le statut de travailleur détaché, et mettre fin au dumping « par une politique volontariste et rapide d’harmonisation sociale et fiscale par le haut dans toute l’UE avec inscription d’une clause de non-régression des droits sociaux ».
Fabien Escalona de Mediapart rappelle que Jean-Luc Mélenchon et ses proches ont formé l'« aile critique de la dérive néolibérale de la social-démocratie » et « sont devenus des partenaires de raison du PCF, dont le conservatisme doctrinal et la stratégie d’alliances variable les ont agacés ». Dans le même temps, ils se sont détournés de leur référence initiale à Die Linke, parti issu d'une fusion entre les dissidents sociaux-démocrates de l’ère Schröder et le Parti du socialisme démocratique, successeur du parti unique de d'Allemagne de l’Est. Encouragés par l’insurrection démocratique des « multitudes urbaines » dans plusieurs pays, attentifs au « populisme de gauche » expérimenté par les camarades de Podemos, ils se sont convaincus de l’obsolescence des formes antérieures du mouvement ouvrier. Les dirigeants insoumis partagent une vision du monde et veulent se donner les moyens de la propager, le plus indépendamment possible d’un « vieux monde » violemment rejeté, au risque d’une rigidité excessive face à l’irréductible diversité des forces de l’émancipation. Reprenant les typologies proposées par Thomas R. Rochon et Paul Lucardie pour les « nouveaux partis parvenus à se faire une place dans le champ électoral », il situe La France insoumise parmi les partis « mobilisateurs » ou « prophètes », qui « articulent […] de nouveaux enjeux, dans une nouvelle offre idéologique qu’ils doivent imposer », par opposition avec les partis « challengers » ou « purificateurs » qui « se contentent d’être les hérauts de substitution d’une idéologie existante, qu’ils estiment trahie par le parti établi censé la porter ».
La France insoumise met au cœur de son projet politique l'écosocialisme, la transition écologique, et prône une planification écologique,,,,,. Cette planification est devenue l'un des sept chapitres de son programme, l'Avenir en commun, qui prévoit l'inscription dans la Constitution française d'une « règle verte », qui consiste à ne « pas prélever sur la nature davantage que ce qu'elle peut reconstituer ni produire plus que ce qu'elle peut supporter »,. D'après Le Monde, LFI et Europe Écologie Les Verts (EELV) ont des ambitions identiques : devenir leader à gauche et lier les questions sociales et environnementales. Ce qui les différencie est leur rapport à l'Union européenne, EELV étant « fédéraliste ».

### Évolution du programme
À partir de février 2017, des groupes de réflexion mettent en place, via la plateforme numérique d'action, des livrets thématiques de L'Avenir en commun pour développer des points précis du programme.
Leur diffusion se fait également lors des web émissions de la France insoumise Esprit de campagne dont la première émission fut diffusée sur YouTube et les réseaux sociaux le 8 janvier 2017 et la dernière s'est achevée le 21 avril 2017.
Le 25 février 2017, à l'occasion du Salon international de l'agriculture, la France insoumise organise un salon alternatif consacré à l'écologie,.
Le 1er mars 2017, une bande dessinée inspirée de L'Avenir en commun est publiée. Il s'agit d'une vulgarisation et illustration du programme en 80 planches de dessins réalisée par Olivier Tonneau, enseignant-chercheur français à l'Université de Cambridge, Mélanie Karali, journaliste et dessinatrice au journal de Spirou et enfin Renaud Scheidt, dessinateur. La BD résume les points du programme avec de l'humour et des expressions plus simples, le but étant de favoriser la facilité de compréhension,.
À la mi-avril, à l'approche du premier tour des élections présidentielles françaises de 2017, La France insoumise diffuse dans les intentions de campagne de Jean-Luc Mélenchon une synthèse du programme et de ses sept axes. Le programme est cette fois de 33 pages illustrées et s'organise autour de thèmes accrocheurs.

### Après les élections de 2017
Le 2 novembre 2017, La France insoumise publie un nouveau livret thématique spécial de 52 pages. Il a été créé par des groupes de réflexions de L'Avenir en commun en lien avec des députés insoumis, des économistes et des hauts fonctionnaires pour contrer le budget jugé libéral mis en place par la nouvelle majorité d'Emmanuel Macron. Ce contre-budget a été présenté par les députés en conférence de presse à l'Assemblée nationale, puis par un débat de décryptage du contre-budget diffusé sur YouTube et les réseaux sociaux.
Deux lignes politiques semblent s'opposer après la campagne présidentielle de 2017, lors de laquelle Jean-Luc Mélenchon avait adopté une stratégie « populiste », souverainiste et laïque, insistant moins sur l'objectif de rassembler la gauche que de « fédérer le peuple ». Toutefois, en vue de la composition de la liste LFI pour les élections européennes de 2019, les principaux tenants de cette stratégie (Georges Kuzmanovic et François Cocq) sont écartés des places éligibles et désavoués par Jean-Luc Mélenchon, qui déclare vouloir fédérer le peuple au sein d'une « fédération populaire », dénonçant « les cartels », ce qui est analysé par plusieurs médias comme une victoire de la ligne « gauchiste » (représentée par la députée Clémentine Autain) dans le mouvement,,.
Toutefois, à la suite des élections européennes, lors desquelles LFI obtient des résultats décevants, Clémentine Autain remet en cause la stratégie adoptée, selon elle trop populiste et pas assez proche des marqueurs de gauche. Elle pointe notamment un déséquilibre du côté « du ressentiment et de la haine » et la culture du « clash permanent » au sein du parti. Éric Coquerel, député et proche de Mélenchon, déclare ne pas être d'accord avec cette analyse, le faible score n'étant selon lui pas lié à la « ligne », qui lui semble bonne (ni trop populiste, ni pas assez).
Le 19 décembre 2019, La France insoumise présente un contre-projet de réforme des retraites, dans le contexte du mouvement social contre la réforme des retraites portée par le gouvernement Philippe. Ce projet propose un âge de départ à la retraite de 60 ans avec 40 annuités de cotisations, y compris les trimestres au RSA, avec un plancher des pensions au niveau du SMIC, financé par une augmentation des cotisations et une hausse des salaires,.
En avril 2020, dans le cadre du confinement contre la pandémie de Covid-19, La France insoumise propose un plan de déconfinement alternatif à celui du gouvernement Philippe. Ce projet préconise notamment entre cinq et dix millions de tests de Covid-19 par mois, des recrutements de personnels soignants, des revalorisations salariales ainsi que des nationalisations et des réquisitions sur le plan sanitaire,. Le parti réalise également des auditions dans le cadre d'une contre-commission d’enquête sur la gestion du gouvernement de la crise sanitaire ; LFI accuse alors l'exécutif de « mensonges » et d'« erreurs » au sujet des masques et des tests,.
En novembre 2023, pour contrer l'inflation, le groupe parlementaire de LFI propose de limiter les marges des entreprises et indexer les salaires des actifs sur l'inflation.

## Organisation

### Structure

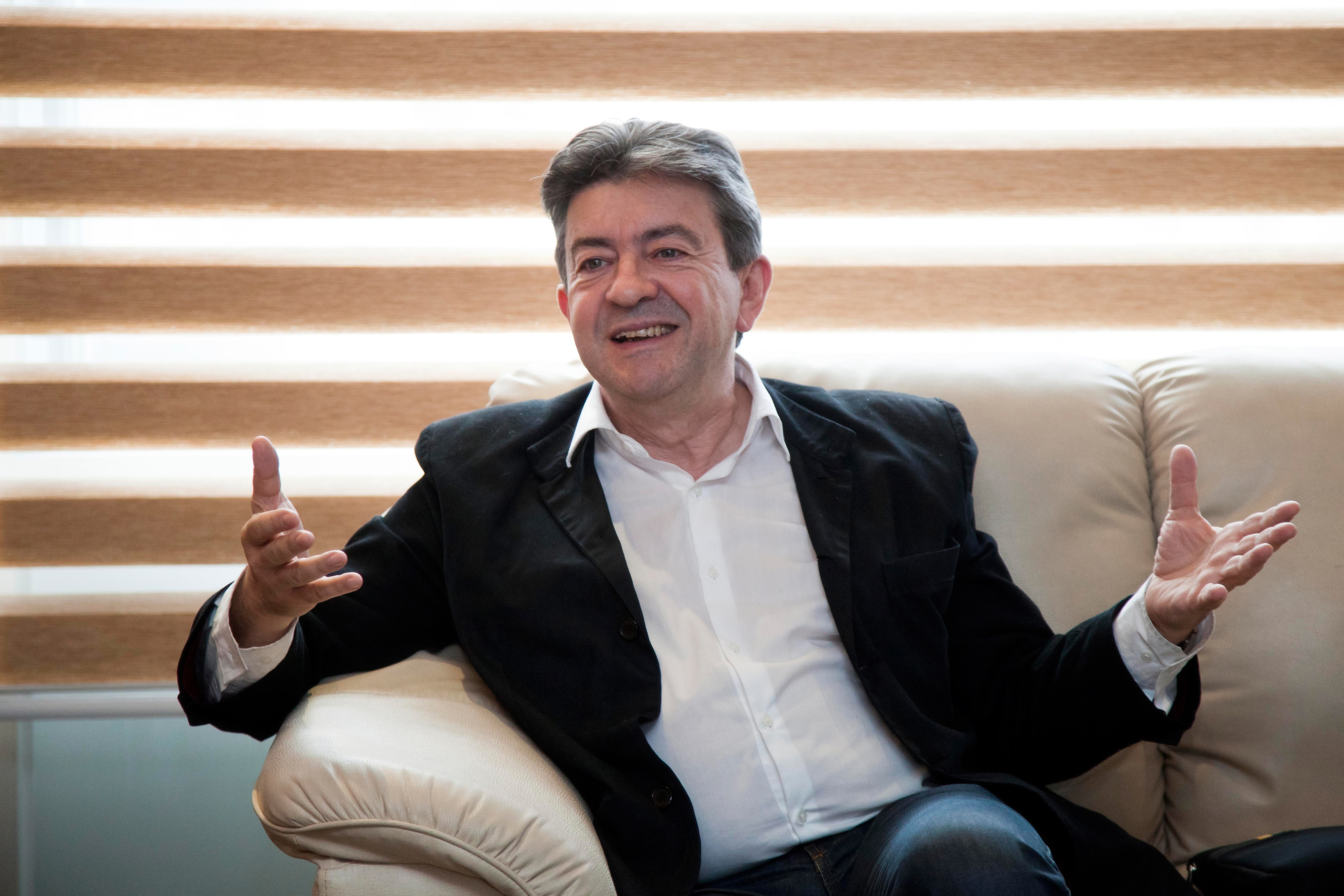
Jean-Luc Mélenchon, candidat de La France insoumise à l'élection présidentielle de 2017.

Le fonctionnement de l’organisation est décrit par Manuel Cervera-Marzal par la métaphore de « l’oignon » : constitué de plusieurs strates plus ou moins proches du centre représenté par Jean-Luc Mélenchon, il se matérialise dans l’application « Telegram » et ses différentes « boucles » de discussion où « le leader intervient dans une position de surplomb ». Selon le sociologue, le passage du Parti de gauche à LFI « n’est pas sans rappeler la transformation de la société féodale en monarchie absolue ». Jean-Luc Mélenchon aurait imposé son monopole, mais aussi « son contrôle sur la distribution des « étiquettes », des honneurs et des statuts hiérarchiques par le pouvoir de cooptation ».

#### Mouvement?
La France insoumise indique qu'elle « n’est pas un parti politique. C’est un mouvement de citoyens individuels qui se reconnaissent dans la démarche de Jean-Luc Mélenchon sans pour autant rejoindre un parti politique ou une association ». Lors de la convention du parti fin novembre 2017, La France Insoumise réaffirme sa volonté « de ne pas devenir un parti » et de rester un « mouvement », les Insoumis aspirant à un « militantisme personnalisé »,,. Mais, selon Mediapart, lors de cette convention, « la mobilisation l'a emporté sur les questions d'organisation interne ».
Le Monde estime qu'une caractéristique de La France insoumise est de privilégier la forme « mouvement » par rapport à celle du parti, et Le Monde relaie une observation de Florence Haegel, professeure à Sciences Po : « Pour la nouvelle génération, avec la transformation des modes de communication, la forme parti politique, hiérarchisée, disciplinée, n’est plus adaptée ». Cependant, d'après Le Monde, si La France insoumise présente une « apparente absence de hiérarchie », cette organisation politique laisse « peu de place à la parole des militants ». Pour Bruno Jeudy, La France insoumise n'est « pas vraiment un parti, c'est un mouvement. Ils ont compris le sens de l'époque, un peu comme les Marcheurs ». Slate estime qu'il existe désormais une volonté de créer des « mouvements » et non des « partis », citant, outre La République en marche et La France insoumise, le Mouvement 5 étoiles en Italie, ou le « mouvement-parti » Podemos en Espagne. Pour expliquer cette volonté, Slate met en avant qu'il existe désormais une défiance par rapport aux partis ainsi qu'une tendance sociétale à rechercher une « horizontalité », représentée par les réseaux (notamment sociaux) et la possibilité d'initiatives autonomes, qui sont des valeurs effectivement promues par la France insoumise. Mais, si « la mode est aujourd’hui aux mouvements », pour Slate, derrière cette « rupture lexicale », les changements organisationnels qui en résultent sont « à relativiser », et La France insoumise est prise dans une contradiction « entre horizontalité proclamée et verticalité factuelle ».
Afin de se présenter aux élections, la France insoumise est devenue aussi, juridiquement, un parti politique depuis le 23 janvier 2017. Marianne estime que La France insoumise est bel et bien un parti, sans toutefois en avoir la structure. L'inscription se fait sans obligation de cotiser, gratuitement via une plateforme Internet. Manuel Cervera-Marzal démystifie également les discours « mouvementistes » produits au sein de LFI en mettant en évidence une liberté militante « sous conditions ». La forme « mouvement » présenterait l’intérêt pour la direction « de se passer de la démocratie interne caractéristique des partis traditionnels » et relèverait d’un choix de communication utile,.
Selon Marianne, à l'instar de La République en marche, du fait de l'absence d'élections internes, le parti n'aurait pas un fonctionnement démocratique, contrairement à la plupart des grands partis français. Europe 1 décrit un système d'investiture original pour les législatives 2017 où les candidats sont approuvés par un vote à main levée au sein d'une assemblée locale nommée « assemblée citoyenne ». Les candidatures sont ensuite envoyées à un comité national dont la moitié des membres a été tirée au sort et qui effectue la sélection finale des candidats.

#### Principaux acteurs et place des militants
La campagne pour l'élection présidentielle de 2017 est dirigée par Manuel Bompard. Les coordinateurs du projet sont Charlotte Girard, maîtresse de conférence de droit public à l'université Paris-Nanterre, et l'économiste Jacques Généreux, maître de conférences à l'Institut d'études politiques (IEP) de Paris. Sophia Chikirou est la responsable de la communication du mouvement, tandis qu'Antoine Léaument est chargé de la communication numérique,. Alexis Corbière, porte parole de la campagne, est très présent sur les plateaux TV,.
En octobre 2017, Mediapart écrit que « La France insoumise entre en phase finale de structuration » et que « sans surprise », elle ne « va pas devenir un parti », ne s'organisant pas « en structure classique avec des délégués et autres représentants intermédiaires ou locaux ». Mediapart dresse cependant un tableau de La France insoumise où les militants n'ont guère de poids, avec une mainmise sur le mouvement opérée par une « petite caste » non élue. Mediapart relaie la parole d'un militant qui s'exprime ainsi : « nous sommes condamnés à participer au débat à travers Facebook ou Twitter, cela interdit toute discussion »,. De même, Slate affirme que le « manque d’ossature » de la France insoumise « semble paradoxalement favoriser la centralité d’un individu providentiel et de son équipe rapprochée ». Pour Mediapart, « s’affranchissant d’une structure partisane classique », Jean-Luc Mélenchon « éviterait surtout que le pluralisme interne puisse s’organiser, s’institutionnaliser et le contraindre ».
Le 29 janvier 2018, La France insoumise lance son école de formation, nommée eFI, « école de Formation insoumise », dont le politologue Thomas Guénolé et l'enseignante Manon Le Bretton sont les coresponsables. Les cours sont gratuits, ouverts à tous, et retransmis sur internet, avec une volonté d'éducation populaire, mais aussi avec des formations à l'action militante, ce qui répond à une demande des membres désireux de pouvoir convaincre autour d'eux. Thomas Guénolé, opposé à la professionnalisation de la politique, souhaite aussi effacer le clivage entre « cols blancs » et « cols bleu », pour permettre une « révolution citoyenne »,,,,.
Selon Le Monde, Jean-Luc Mélenchon forme beaucoup de cadres politiques. Le quotidien évoque une « génération Mélenchon » qui sont autant de soldats politiques ayant un même objectif : prendre le pouvoir ». Dans ce cadre, Mélenchon entretiendrait un « phénomène de cour », avec « un tabou : la succession », le journal se demandant « comment faire du mélenchonisme sans Jean-Luc Mélenchon ».
Le comité de suivi contre les violences sexistes et sexuelles de La France insoumise est créé en décembre 2018. Le comité est dirigé par Danielle Simonnet puis par Sarah Legrain à partir de décembre 2020.
Après l’échec électoral lors des élections européennes du 26 mai 2019, plusieurs cadres et militants de La France insoumise, dont Charlotte Girard, Manon Le Bretton et Hélène Franco, signent une note évoquant un fonctionnement « dangereux pour l’avenir ». Il est noté l’absence d’« instance de décision collective ayant une base démocratique » et le trop grand poids du groupe des élus LFI. Il est demandé la possibilité d’organiser des débats contradictoires, de proposer des textes aux votes et d’installer une « assemblée constituante du mouvement »,.

#### Fronde et critique du fonctionnement interne
En septembre 2022, le journal Le Canard enchaîné révèle ce qu'on appellera l'affaire Quatennens. On y apprend notamment que le député du Nord a harcelé sa compagne par SMS et qu'il aurait levé la main sur elle. Cette affaire, provoquant un premier séisme au sein de LFI, notamment en cause le soutien de Jean-Luc Mélenchon à son ancien numéro 2, entame un processus de division en interne. Les féministes réclament la démission immédiate d'Adrien Quatennens de la tête du mouvement, ce qu'il fait et se met en retrait de sa députation les mois suivants. En décembre, Adrien Quatennens est condamné à 4 mois de prison avec sursis et une amende de 2 000 € pour préjudice moral. LFI prend ainsi acte de la décision du tribunal, mais prend aussi la décision d'exclure Adrien Quatennens pour 4 mois, le temps de sa condamnation. Cela provoque la colère des militantes féministes et des partis membres de la NUPES, qui réclamaient la démission effective de son mandat de député. En avril 2023, il est réintégré au sein du groupe La France insoumise, ce qui provoque, à nouveau, la colère des autres partis de la NUPES. Il siège alors au sein du groupe LFI mais en dehors de l'intergroupe NUPES.
Dans le même temps, en décembre 2022, une nouvelle direction est organisée, sans élection, autour de Manuel Bompard. Plusieurs personnalités du mouvement en sont écartées. Clémentine Autain et François Ruffin évoquent respectivement « le repli » et le « rétrécissement » à la tête de LFI,. Alexis Corbière exprime un « radical désaccord », regrette l'absence d'élection pour désigner cette direction et demande l'intégration d'une « parité sociale » en son sein et souhaite sortir du verticalisme dans lequel se trouve LFI. Clémentine Autain indique en février 2023 : « Notre volonté d’avoir plus de pluralisme et un fonctionnement plus démocratique n’a pas été entendue par la direction ». Les frondeurs organisent, le 16 février, un meeting à Bobigny contre le projet de réforme des retraites sans le soutien de la direction de LFI. En mai 2023, trois cents militants insoumis demandent à la direction de LFI de passer à une « VIe République » pour mettre en place une démocratie interne,. Par ailleurs, les députés insoumis François Ruffin, Clémentine Autain et Alexis Corbière décident de ne pas participer au bureau du groupe Insoumis à l’Assemblée nationale. La députée insoumise Raquel Garrido critique Jean-Luc Mélenchon considérant que celui-ci n'a fait que nuire au parti des insoumis et plaide pour que LFI ne soit plus structurée « comme un outil de campagne pour Jean-Luc Mélenchon ». En rétorsion, en novembre 2023, la députée de Seine-Saint-Denis est mise en retrait du groupe La France insoumise pour quatre mois, suscitant une indignation parmi de nombreux membres de LFI,,.
En octobre 2023, à l'occasion des critiques sur le comportement de Sophia Chikirou, proche de Jean-Luc Mélenchon, et de l'affaire des comptes de campagne de Jean-Luc Mélenchon en 2017, des élus LFI demandent des comptes. Ainsi, la députée Danielle Simonnet veut « des explications de Sophia et du mouvement » sur les accusations de surfacturation et d’enrichissement de Sophia Chikirou. Pour la députée Pascale Martin : « Aux milliers de militantes et militants bénévoles sincères, Mme Sophia Chikirou doit des explications. Les pratiques doivent changer ».
À la suite de l'attaque du Hamas contre Israël en octobre 2023, le refus de Jean-Luc Mélenchon et de la direction du mouvement de qualifier le Hamas d'organisation « terroriste » accentue la fracture avec les frondeurs. Incités à quitter le mouvement, ceux-ci refusent,. Après les propos tenues par la députée Danièle Obono déclarant que le Hamas est un mouvement de résistance, des députés insoumis réclament qu'elle retire ses paroles, obligeant la direction du parti à mettre en faux la proche de Mélenchon.
En février 2024, Clémentine Autain déclare dans une interview accordée à France Info que « le profil de La France insoumise depuis un an n'a pas permis d'engranger des forces et [leur] a coûté ». Dans un groupe Telegram des députés LFI, Jean-Luc Mélenchon réplique en affirmant que « Le sabotage de Clémentine Autain doit cesser ! Partir serait mieux […] ».
Lors des élections législatives de 2024, La France insoumise refuse l'investiture à cinq députés sortants « frondeurs », Danielle Simonnet, élue à Paris, Raquel Garrido et Alexis Corbière, députés de Seine-Saint-Denis, Hendrik Davi, élu de Marseille, et Frédéric Mathieu député sortant d'Ille-et-Vilaine, à contrario de Clémentine Autain et François Ruffin, qui partagent les mêmes convictions, ne sont pas concernés. Plusieurs médias nationaux,, ou belge titrent sur une « purge » au sein de La France insoumise. Pour François Ruffin, Jean-Luc Mélenchon « est un obstacle à la victoire » du Nouveau Front populaire,.
Alors que l’affrontement redouble d’intensité entre la direction et les députés frondeurs qui sont appuyés par une partie du mouvement, les partisans de la direction n’hésitent pas, selon Libération, « à discréditer leurs opposants en instrumentalisant le combat antiraciste ».
Le 12 juillet 2024, plusieurs dissidents et « purgés » dont Clémentine Autain, Alexis Corbière, Raquel Garrido, Danielle Simonnet, Hendrik Davi, Olivier Madaule (adjoint au maire de Montreuil) et Guillaume Ancelet (président de Picardie debout !, mouvement de François Ruffin) fonde L'Après, dont les statuts ont été déposés bien avant, le 21 mai 2024. L'ancienne députée LFI Pascale Martin battue aux législatives rejoint également l'association puis est exclue du parti.

### Identité légale
Le parti repose légalement sur deux associations : La France insoumise et l'Association de financement de la formation politique « La France insoumise » (AFLFI), qui est son mandataire financier. Elles sont toutes les deux déclarées à la sous-préfecture de Palaiseau le 23 décembre 2016,,. La seconde est habilitée à recevoir des dons par la Commission nationale des comptes de campagne et des financements politiques depuis le 23 janvier 2017.

### Appuis
Le mouvement est composé des signataires ayant « appuyé la candidature de Jean-Luc Mélenchon » sur le site de la campagne présidentielle et ceux qui ont « rejoint la France insoumise » sur le site du mouvement, en communiquant leur adresse de courriel et code postal et, éventuellement, un numéro téléphonique. Il ne leur est pas nécessaire de verser d'argent, contrairement aux partis politiques traditionnels.
Les membres et signataires de la France insoumise, à la base, peuvent s'organiser librement en créant des comités locaux, dénommés « groupes d'appui », mis en place dans toute la France ainsi qu'à l'étranger. Chacun de ces comités est, en principe, composé de cinq à douze membres. La France insoumise comptait ainsi début mars 2017 plus de deux mille huit cents comités.
Les appuis sont enregistrés sur la plate-forme jlm2017.fr qui utilise NationBuilder. Le 13 février, plus de trente mille personnes appuient la candidature de Jean-Luc Mélenchon. Le 27 février, deux semaines plus tard, ils sont environ soixante-sept mille. À la fin du mois de mars, 87 898 personnes soutiennent le candidat de la France insoumise. Le 2 mai, le seuil des cent mille appuis est dépassé. Au 20 novembre, les cent cinquante mille soutiens sont dépassés avec plus de cent cinquante-trois mille signataires sur la plate-forme.
Le 27 février, le compteur affiche 263 000 personnes soutenant la candidature de Jean-Luc Mélenchon. Entre le 16 et le 27 mars, le nombre d'inscrits sur la plate-forme a augmenté de plus de quarante mille personnes passant de 286 000 appuis à 332 000, soit une augmentation de 14 % en moins de deux semaines,.

### Financement
Début mars 2017, le mouvement annonce avoir récolté près de deux millions d'euros de dons via son site internet. Sur les 280 000 signataires ayant appuyé la candidature de Mélenchon, environ une personne sur six a effectué un don. Ces deux millions d'euros se répartissent en 83 000 dons, d'en moyenne 24 euros chacun. Le mouvement a également obtenu cinq millions d'euros grâce à un emprunt auprès d'une banque coopérative.
Les résultats de la France Insoumise aux élections législatives de 2017 lui permettent de bénéficier d'un financement public pour cinq années. Les 2 497 663 voix récoltées lui permettent de recevoir chaque année environ 3,5 millions d'euros. Il faut y ajouter 37 280 euros pour chacun des dix-sept députés, soit approximativement 634 000 euros tous les ans.

### Dirigeants
| Photo | Nom               | Durée       |
| ----- | ----------------- | ----------- |
|       | Manuel Bompard    | 2017-2019   |
|       | Adrien Quatennens | 2019-2022   |
|       | Manuel Bompard    | Depuis 2022 |

## Géographie et sociologie électorale
Alors que les électorats de La République en marche (LREM) et de la candidate du Front national sont très typés sociologiquement, le vote LFI est lui beaucoup plus homogène professionnellement. Le parti obtient à la présidentielle de 2022 des résultats assez semblables parmi les salariés du public (23 %) que parmi ceux du privé (25 %) et un score élevé (30 %) auprès des chômeurs. On observe également une forte diversité du recrutement de son électorat en termes de niveau éducatif. Au sein du monde du travail, c’est parmi les personnels syndiqués qu’il obtient le plus de préférences avec 35 % parmi les salariés qui se déclarent proches d’une confédération contre seulement 19 % parmi les salariés qui ne se sentent proches d’aucun syndicat. Ainsi, c’est parmi les sympathisants de la CGT (44 %) et de FO (41 %) qu’il enregistre ses soutiens les plus élevés.
L’évolution entre 2017 et 2022 montre un recul dans « les vieux fiefs communistes de province » et dans la « France périphérique » mais au contraire une forte progression dans la plupart des grandes métropoles régionales et à Paris.
Ces scores importants en banlieue notamment ne s’expliquent pas uniquement par la dimension sociale liée au niveau de vie de ces populations.
Le parti obtient en effet des résultats importants dans les villes et les départements dans les villes et quartiers comprenant une part importante d’immigrés et de descendants d’immigrés. Ainsi, au premier tour des présidentielles de la présidentielle de 2022, les scores de Jean-Luc Mélenchon y sont « spectaculaires ». En Seine–Saint-Denis, il remporte 37 villes sur 40, avec des « scores superlatifs » : plus de 60 % des suffrages à Saint-Denis, Bobigny, Clichy-sous-Bois, Aubervilliers. Il arrive en tête dans le département de la Seine–Saint-Denis avec 49,09 % des voix. Dans le Nord, à Roubaix, le candidat LFI recueille 52,5 % des voix. À Marseille il est en tête devant les deux autres candidats, avec 31 %.
D’un point de vue confessionnel, 69 % des électeurs musulmans soutiennent au premier tour Jean-Luc Mélenchon, selon une enquête de l’IFOP commandée par le journal catholique La Croix,. Pour Blandine Chelini-Pont, « c’est en partie grâce aux voix musulmanes que le candidat de LFI est arrivé troisième au premier tour, avec un score de 22 % ». Le vote de l’électorat musulman pour LFI, déjà observé lors de l’élection présidentielle de 2022, demeure largement majoritaire aux élections européennes de 2024. Selon un sondage Ifop, 62 % des électeurs musulmans optent pour la liste menée par Manon Aubry
Le parti obtient également des scores élevés dans certains départements ultramarins, Guadeloupe, Martinique, Guyane ou La Réunion.

## Symboles

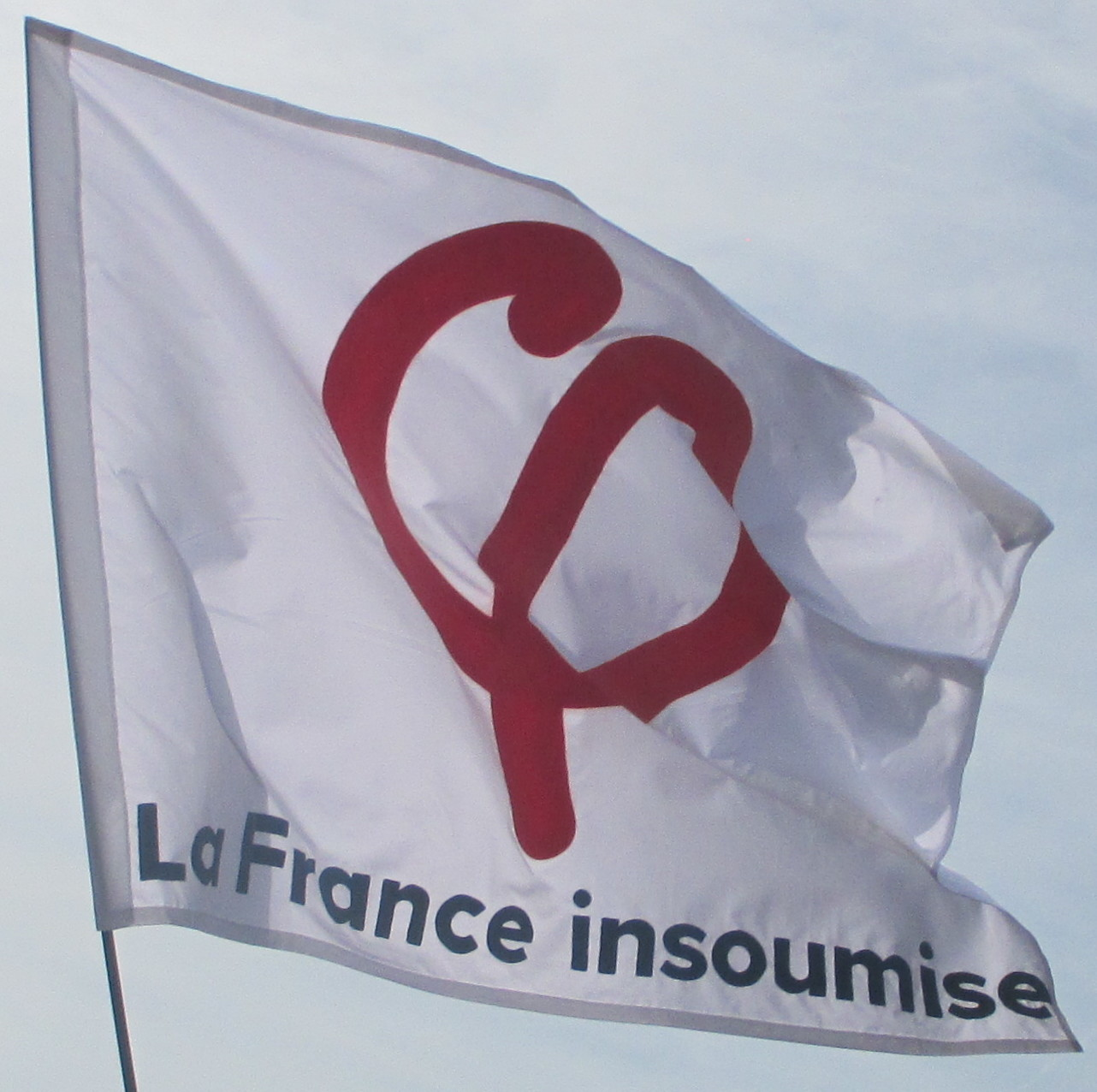
Drapeau non officiel de la France insoumise, représentant le phi.

La France insoumise possède actuellement deux symboles représentatifs.

### Phi
Lors d'une séance de réflexion réunissant début octobre 2016 Jean-Luc Mélenchon, Manuel Bompard, Bastien Lachaud, Sophia Chikirou et Alexis Corbière, ce dernier suggère d'associer l'acronyme correspondant aux deux dernières initiales de « la France insoumise », FI ([fi]), à la lettre grecque φι (fi, [fi]), qui — quoique alors prononcée tel un pé aspiré : [pʰé͜e] (ϕεῖ pheî) — rappelle la naissance de la démocratie athénienne, l'harmonie, le nombre d'or et entend évoquer l’espérance en une VIe République (un 6 retourné) ou un être montrant le poing. Le 16 octobre 2016 le φ est adopté, et annoncé dans un message de Mélenchon diffusé sur les réseaux sociaux.

### Rameau d'olivier
Lors du meeting de Jean-Luc Mélenchon à Marseille le 9 avril 2017, le candidat annonce la venue d'un nouveau logo officieux qu'il présente, il s'agit d'un rameau d'olivier. Il explique : « J'ai amené avec moi, pour l'ajouter au symbole du Phi de la sagesse que j'ai proposé à cette campagne électorale, ce rameau d'olivier pour qu'il soit désormais notre emblème. C'est celui de l'arbre de la Méditerranée. C'est l'arbre noueux et qui même dans son âge le plus avancé, soudain fait paraître des fleurs et donne des fruits quand on le croyait achevé, l'olivier de la paix ! »,.

## Structures d'informations et d'activités militantes
La place de la communication à LFI est particulièrement importante si on la compare à d'autres partis de gauche. Elle « constitue le principal poste de dépense du mouvement, de loin. Six des dix permanents travaillent sur les réseaux sociaux, les relations presse, la web-TV et la plateforme numérique. Sur l’exercice 2017, 38 % des dépenses totales de la France insoumise ont été affectées à la communication et à la propagande ». Ceci représente « une proportion environ quatre fois plus élevée qu’au Parti socialiste et treize fois plus élevée qu’à Europe Écologie-Les Verts ». Parmi les cadres insoumis, il existe une forte conviction « que les campagnes se jouent sur l’internet. Il en résulte une valorisation de cybermilitants vidéastes, graphistes ou développeurs qui sont au service de la communication personnelle du leader ».
Durant la campagne pour l'élection présidentielle française de 2017, reprenant les outils de communication alternative utilisés avant elle par Nicolas Sarkozy, François Hollande ou Jean-Marie Le Pen, l'équipe de campagne lance le 10 avril une webradio nommée Les Jours heureux, qui diffuse depuis le site web de la France insoumise ; elle diffuse trois heures par jour, et ne devait au départ le faire que jusqu'au 21 avril 2017, avant-veille du premier tour de l'élection présidentielle et jour de fin de la campagne,.
Le 23 avril 2018, l'équipe organisatrice du programme de La France insoumise lance une webtélé partisane, Canal FI, diffusée sur le site internet de la France insoumise et sur le blog de Jean-Luc Mélenchon. La plupart des contenus sont des émissions ou vidéos des Insoumis déjà diffusées dont les séances des députés à l'Assemblée nationale, les émissions de décryptage ou encore les Revues de la semaine (vidéo hebdomadaire de Jean-Luc Mélenchon),,,,.
L'Insoumission hebdo, anciennement Données et arguments à gauche puis L'Heure du peuple, est un hebdomadaire fondé en 1979 par Jean-Luc Mélenchon. C'est un hebdomadaire papier disponible par abonnement.
En août 2019, La France insoumise lance Le Journal de l’insoumission, un trimestriel papier disponible par abonnement et en kiosque,.
En septembre 2020, La France insoumise se dote d'un think tank, baptisé « Institut La Boétie ».

## Organisations politiques associées

### Parti de gauche
Le Parti de gauche, qui contribue à animer La France insoumise depuis son lancement, est le parti dont Jean-Luc Mélenchon est membre et fondateur. Plusieurs députés ou membres de l'exécutif de la France insoumise sont issus du parti.

### Ensemble!
Le parti Ensemble ! qui avait déjà donné son approbation à la candidature de la France insoumise et dont l'ancienne porte-parole Clémentine Autain a rejoint le groupe de députés de La France insoumise, a souhaité en octobre 2017 se rapprocher de La France insoumise, sans pour autant en être dépendant, prévoyant de conserver sa ligne politique plus ancrée à gauche. Clémentine Autain, Caroline Fiat et Danièle Obono, les trois députées d'Ensemble !, ont rejoint en 2017 le groupe La France insoumise à l'Assemblée nationale ; Autain n'a toutefois pas signé la charte proposée aux députés par La France insoumise,.

### Parti ouvrier indépendant
Après le soutien de Jean-Luc Mélenchon aux élections présidentielles de 2017 et 2022, les militants du Parti ouvrier indépendant (POI) participent aux actions militantes et aux différentes instances de La France insoumise. Ainsi le député LFI et militant du POI, Jérôme Legavre indique en mars 2023 : « Depuis 2017, on est totalement et de plain-pied au côté des militants de LFI, on participe aux groupes d’action et en même temps on a nos propres instances ».

### Gauche républicaine et socialiste
Gauche républicaine et socialiste (GRS) est un parti politique fondé le 3 février 2019 par la fusion de l'Alternative pour un programme républicain, écologiste et socialiste (APRÉS) et du Mouvement républicain et citoyen. L'APRÉS, proche de La France insoumise, est fondée en octobre 2018 par Emmanuel Maurel et Marie-Noëlle Lienemann après leur départ du Parti socialiste (PS).
En 2019, la Gauche républicaine et socialiste fait alliance avec La France insoumise. La liste obtient six élus, dont Emmanuel Maurel. En 2021, la Gauche républicaine et socialiste rompt avec La France insoumise.

### Rézistan's Égalité 974
Fondé par le militant associatif réunionnais Jean-Hugues Ratenon en juin 2016, Rézistan's Égalité 974 naît de la fusion de l'Alliance des Réunionnais contre la pauvreté et du Front de gauche réunionnais. Son vice-président est Jean-Paul Panechou. Aux élections législatives, Panechou et Ratenon sont candidats, avec la volonté de « répondre favorablement à l'appel de Jean-Luc Mélenchon ». Seul Ratenon est élu, avec 53 % des voix au second tour. Il siège dans le groupe parlementaire de LFI.

### Les Socialistes insoumis
Après avoir soutenu la candidature de Jean-Luc Mélenchon à la présidentielle de 2017, la « Nouvelle Gauche socialiste », fondée par l'économiste et ancien député européen Liêm Hoang-Ngoc en 2015 « pour rassembler les déçus du Parti socialiste », participe activement à la campagne de la France insoumise et à la construction du programme, avant de changer de nom pour « Les Socialistes insoumis » et de participer à la construction du mouvement.
En juillet 2018, les Socialistes insoumis quittent La France insoumise, à la suite d’un désaccord sur la liste des candidats du parti pour les élections européennes de 2019. Liêm Hoang-Ngoc dénonce en effet le fait que les places éligibles sur la liste sont uniquement occupées par des proches de Jean-Luc Mélenchon. Dans un communiqué, les Socialistes insoumis déplorent l'absence de poste éligible pour leur chef de file en commentant : « Nous constatons que la liste de candidats éligibles en voie d’être proposée écarte les candidats les plus compétents pour mener le très dur combat qui s’annonce sur le terrain spécifique et fondamental de la politique économique ». Dans son rapport, le comité électoral explique que la place proposée pour Liêm Hoang-Ngoc (8e homme) respectait les critères fixés concernant les candidats disposant déjà d’un mandat électif régional, à savoir « favoriser le renouvellement politique, éviter des situations de cumul ou des démissions de responsabilités électives ».

### Les Insoumis communistes
À la suite de l'expérience du Front de gauche et de la candidature de Jean-Luc Mélenchon à l'élection présidentielle de 2012, certains militants du Parti communiste français, en désaccord avec la direction du parti concernant la suite du Front de gauche, décident de quitter le PCF et rejoignent la France insoumise pour soutenir la candidature de Jean-Luc Mélenchon en 2017. À la suite de ce soutien et au vu du nombre de militants se réclamant du communisme au sein de LFI, ces derniers décident de se regrouper en une association, les Insoumis communistes, permettant ainsi à tous ceux qui se réclament de cette idéologie de pouvoir se regrouper, échanger, et défendre les positions du communisme au sein de la France insoumise.

## Représentation

### Assemblée nationale
À la suite des élections législatives de 2017, dix-sept candidats sont élus, et forment un groupe parlementaire. Il est présidé par Jean-Luc Mélenchon de sa création au 12 octobre 2021, puis par Mathilde Panot, jusque-là vice-présidente du groupe. Puis, à la suite des élections législatives de 2022, le groupe La France insoumise augmente de 58 son nombre de députés, passant de 17 à 75. À la suite des élections législatives de 2024, ce nombre est descendu à 72, puis 71 en octobre 2024.

### Sénat
Après les élections sénatoriales de 2017, Pierre-Yves Collombat rejoint le groupe communiste et se rattache administrativement à La France insoumise. Marie-Noëlle Lienemann se rattache aussi à LFI à la suite de la création de la Gauche républicaine et socialiste en 2018. À partir de 2021, à la suite du retrait de la vie politique de Pierre-Yves Collombat et du rattachement de Marie-Noëlle Lienemann au Parti communiste français, plus aucun sénateur n’est rattaché à LFI.

### Parlement européen
Un député européen, Younous Omarjee, réélu en 2014 sur la liste de rassemblement « Union pour les Outremers », se réclame de la France insoumise. Aux élections européennes de 2019, il est réélu avec quatre autres membres de LFI : Manon Aubry, Manuel Bompard, Leïla Chaibi et Anne-Sophie Pelletier, ainsi qu'Emmanuel Maurel, coprésident de la Gauche républicaine et socialiste.

### Conseils régionaux
Plusieurs conseillers régionaux, élus sur des listes diverses en 2015, deviennent membres de La France insoumise lors de la création du parti, en 2016. Le conseil régional d'Occitanie compte ainsi quatre élus : Liêm Hoang-Ngoc, Myriam Martin, Jean-Christophe Sellin et Guilhem Serieys. Celui d'Auvergne-Rhône-Alpes en a trois, dont Andréa Kotarac et Corinne Morel Darleux, et celui d'Île-de-France deux (Éric Coquerel et Clémentine Autain, qui démissionnent en 2017 à la suite de leur élection comme députés). En 2018-2019, Liêm Hoang-Ngoc, Corinne Morel Darleux et Andréa Kotarac quittent LFI,.
À l’occasion des élections régionales de 2021, La France insoumise obtient des conseillers régionaux dans sept régions françaises (dont deux en outre-mer), contre deux précédemment. Elle perd toutefois ses trois conseillers régionaux sortants en Occitanie. En Île-de-France, un groupe de dix élus est constitué, avec pour président de groupe Paul Vannier. Dans les Hauts-de-France, six élus insoumis siègent avec Europe Écologie Les Verts au sein d'un groupe commun,, tandis qu'en Auvergne-Rhône-Alpes, trois élus LFI siègent avec le Parti communiste français,. Enfin, dans les Pays de la Loire et le Centre-Val de Loire, LFI possède deux conseillers régionaux dans chaque assemblée qui siègent avec Europe Écologie Les Verts.

## Résultats électoraux

### Élections présidentielles
| Année | Candidat           | Premier tour | Premier tour | Premier tour | Second tour  | Second tour  | Second tour  | Statut |
| Année | Candidat           | Voix         | %            | Rang         | Voix         | %            | Rang         | Statut |
| ----- | ------------------ | ------------ | ------------ | ------------ | ------------ | ------------ | ------------ | ------ |
| 2017  | Jean-Luc Mélenchon | 7 059 951    | 19,58        | 4e           | Non-qualifié | Non-qualifié | Non-qualifié | Battu  |
| 2022  | Jean-Luc Mélenchon | 7 712 520    | 21,95        | 3e           | Non-qualifié | Non-qualifié | Non-qualifié | Battu  |

### Élections législatives
| Année | Premier tour | Premier tour | Premier tour | Second tour | Second tour | Second tour | Sièges   | Statut     | Gouvernement |
| Année | Voix         | %            | Rang         | Voix        | %           | Rang        | Sièges   | Statut     | Gouvernement |
| ----- | ------------ | ------------ | ------------ | ----------- | ----------- | ----------- | -------- | ---------- | ------------ |
| 2017  | 2 497 622    | 11,03        | 4e           | 883 573     | 4,86        | 4e          | 17 / 577 | Opposition |              |
| 2022a | 3 235 129    | 14,22        | 3e           | 3 482 485   | 16,79       | 3e          | 75 / 577 | Opposition |              |
| 2024b | 3 364 445c   | 10,49        | 3e           | 2 332 736   | 8,55        | 3e          | 71 / 577 | Opposition |              |

a Au sein de la NUPES.
b Au sein du NFP.
c Le parti a peut-être obtenu en réalité une voix de moins, le score exact est incertain en raison d'une erreur de dépouillement dans un bureau de vote.

### Élections européennes
| Année | Voix      | %    | Sièges | Rang | Tête de liste | Groupe  |
| ----- | --------- | ---- | ------ | ---- | ------------- | ------- |
| 2019a | 1 428 548 | 6,31 | 6 / 79 | 5e   | Manon Aubry   | GUE/NGL |
| 2024  | 2 448 715 | 9,89 | 9 / 81 | 4e   | Manon Aubry   | GUE/NGL |

a Liste commune avec la Gauche républicaine et socialiste (1 siège) et le Mouvement républicain et citoyen (0 siège).

### Élections régionales
| Année | Premier tour | Premier tour | Premier tour | Second tour | Second tour | Second tour | Conseillers | Présidents |
| Année | Voix         | %            | Rang         | Voix        | %           | Rang        | Conseillers | Présidents |
| ----- | ------------ | ------------ | ------------ | ----------- | ----------- | ----------- | ----------- | ---------- |
| 2021  | 123 825      | 0,84         | 15e          |             |             |             | 0 / 1926    | 0 / 26     |

### Élections départementales
| Année | Premier tour | Premier tour | Premier tour | Second tour | Second tour | Second tour | Conseillers | Présidents |
| Année | Voix         | %            | Rang         | Voix        | %           | Rang        | Conseillers | Présidents |
| ----- | ------------ | ------------ | ------------ | ----------- | ----------- | ----------- | ----------- | ---------- |
| 2021a | 108 325      | 0,79         | 16e          | 5 769       | 0,04        | 23e         | 6 / 4046    | 0 / 100    |

a Sont comptabilisés les élus avec la seule étiquette du ministère de l'Intérieur « La France Insoumise ».

### Élections municipales
| Élection | Premier tour | Second tour | Villes + 100 000 hab. | Conseillers municipaux |
| -------- | ------------ | ----------- | --------------------- | ---------------------- |
| 2020a    | 0,43 %       | 0,09 %      | 0 / 42                | 46 / 222 818           |

a Sont comptabilisés les élus avec la seule étiquette du ministère de l'Intérieur « La France Insoumise ».

## Idéologie

### Société
En ce qui concerne le débat sur la laïcité à l'école, La France insoumise ne voit dans l’abaya qu’une robe culturelle et non cultuelle. En 2023, dans le contexte de la rentrée des classes, Louis Boyard réagit à l'interdiction de l'abaya dans les établissements scolaires en expliquant qu'il s'agit de « polémiques islamophobes » destinées à ne pas parler des problèmes de l'école,. Au sein de la NUPES, le parti est ainsi proche des positions de EELV et en opposition au Parti socialiste et au Parti communiste français qui, de leur côté, souhaitent une application stricte de la loi sur les signes religieux dans les écoles publiques françaises. A contrario, des dirigeants de leurs partis, plusieurs sondages démontrent qu’une large majorité des sympathisants LFI et EELV qualifie l’abaya de vêtement à caractère religieux.

### Géopolitique
Les députés LFI votent contre l'accord de sécurité franco-ukrainien en mars 2024, qui prévoit un soutien financier de 3 milliards d’euros cette année et l'engagement à développer des partenariats entre des entreprises industrielles des deux pays pour la fabrication d’armes.

### Sécurité
Concernant les élections locales, Mathilde Panot a annoncé en juillet 2025 que les maires LFI élus désarmeront leur police. Elle a également plaidé en faveur du démantèlement de certains systèmes de vidéosurveillance et confirmé que les futurs maires LFI mettront en œuvre un plan pour enlever les équipements numériques déjà installés.

## Positionnement politique
Les universitaires et chercheurs placent majoritairement La France insoumise dans la gauche radicale, caractérisée par son anticapitalisme et son opposition au néolibéralisme. Quelques-uns la classent à l'extrême gauche, mais d'autres réfutent directement cette classification, en mettant en avant le caractère réformiste et non révolutionnaire du parti.
Les médias sont partagés : Le Monde et La Croix la voient dans la gauche radicale, d'autres comme BFM TV ou Ouest-France, la qualifient parfois d'extrême gauche. Cependant, lors des élections législatives françaises de 2024, la qualification d'extrême gauche par l'actuel président de la République Emmanuel Macron a conduit de nombreux médias à publier des articles réfutant ce qualificatif,,,,,,,,,.
Enfin, dans le nuancier de l'administration française positionnant les partis les uns par rapport aux autres, LFI est classée en 2023 à gauche,,.

### Par les universitaires
La plupart des politologues, historiens et sociologues positionnent La France insoumise comme étant un parti de gauche ou gauche radicale.
Les politologues Gaël Brustier (soutien de LFI en 2017), Pierre Martin (longtemps engagé au Parti socialiste) et Pascal Perrineau, le sociologue Manuel Cervera-Marzal, ainsi que l'historien Alain Bergounioux, positionnent La France insoumise dans la gauche radicale,,,,. D'autres spécialistes associent LFI à la « gauche radicale ». Chloé Alexandre, Antoine Bristielle et Laura Chazel, chercheurs au CNRS, classent le NPA et Lutte ouvrière à l'« extrême gauche », et le Parti communiste ainsi que La France insoumise dans la « gauche radicale ». Les trois chercheurs estiment que LFI se rattache au sous-type de parti « populiste socialiste » identifié par l'universitaire Luke March comme s'étant incarné à partir des années 2000 dans une « gauche radicale » située à la gauche de la social-démocratie et se caractérisant par son anticapitalisme, son opposition au « néolibéralisme mondialisé », sa défense d'une modèle d'économie mixte, son adhésion à la démocratie libérale, et son appel au « peuple » plutôt qu'à la classe ouvrière. Le parti est souvent rapproché de la « gauche radicale » européenne. C'est le cas par Manuel Cervera-Marzal qui classe LFI aux côtés du Parti du travail de Belgique, du Bloc de gauche (Portugal), de Podemos (Espagne), Syriza (Grèce), ou de la mouvance de Jeremy Corbyn dans le Parti travailliste (Royaume-Uni). Pour le sociologue Christophe Aguiton (engagé dans le passé dans les cercles militants à la gauche du Parti socialiste), le mouvement fait partie de « la gauche européenne », comme Podemos en Espagne et le Mouvement 5 étoiles en Italie. Pour l'universitaire Gerassimos Moschonas, La France insoumise se rattache aux partis européens de la nouvelle gauche radicale, comme Syriza en Grèce ou Die Linke en Allemagne, tout en se distinguant par son caractère plus eurosceptique.
Le politologue belge Pierre Vercauteren classe LFI dans l'extrême gauche. Le chercheur Martin Deleixhe et l'anthropologue Jean-Loup Amselle classent aussi LFI dans l'extrême gauche, tout comme le Parti communiste français,. C'est aussi le cas de Dominique Reynié, politologue et ancien conseiller régional des Républicains, classe Jean-Luc Mélenchon à l'extrême gauche. Reynié estime que l'extrême gauche était très marginalisée dans les années 1970, puis qu'elle a dédiabolisé son discours, ce qui a permis à Jean-Luc Mélenchon d'« arriver à 15-18 % », tout en permettant « aux parties les plus extrémistes » du mouvement de « revenir dans le jeu politique ».
L'historien Philippe Buton estime que « le terme d'extrême gauche ne peut pas s'appliquer à LFI » tout en indiquant comprendre qu'elle puisse être classée néanmoins à l'extrême gauche, car n'étant pas « toujours respectueuse de la légalité », et entretenant une symbolique révolutionnaire même si « elle n'a aucun intérêt à aller jusqu'au bout, car elle sait que dans un affrontement militaire avec l'Etat, elle ne serait pas gagnante ».
Enfin d'autres politologues ou historiens ont directement réfuté ce qualificatif d'extrême gauche.
Selon l'universitaire grec Gerassimos Moschonas, LFI fait partie pleinement de la gauche radicale européenne, tout en étant « plus populiste, plus protestataire (avec un penchant naturel pour un style conflictuel et polarisant) et plus « eurocritique » ». Mais LFI a une « culture électoraliste » et n'est pas, selon lui, un mouvement d’extrême gauche ou révolutionnaire. L'historien Serge Cosseron estime également que LFI n'est pas d'extrême gauche, notamment car elle ne veut pas renverser les institutions.
Selon l'historien Marcel Gauchet, LFI n'étant « pas le Parti communiste d’antan », la dénomination « extrême gauche » n'est pas satisfaisante, car trop approximative, et n'a qu'une valeur « topologique ». Pour l'historien, la moins mauvaise dénomination pour LFI serait celle d'une « gauche morale » refusant les règles du jeu avec lesquelles compose la « gauche gouvernementale ».
L'historien Aurélien Dubuisson explique que classer LFI à l'extrême gauche est une « erreur qui est notamment provoquée par la droitisation de l’échiquier politique ». Par exemple, selon cet historien, reprendre le programme de 1981 de Mitterrand serait aujourd'hui passer pour « le pire des extrémistes » ; et le Parti socialiste ayant adhéré au néolibéralisme ne se différencie « pas vraiment de la droite » : LFI prônant au contraire une rupture avec cet ordre économique peut alors « affoler les commentateurs ».
D'après le politologue (et ancien responsable local du Parti socialiste) Rémi Lefebvre, le terme « extrême gauche » désigne historiquement ce qui est à gauche du Parti communiste. Ceux qui considèrent que Jean-Luc Mélenchon est d’extrême gauche le font parce que son mouvement est celui le plus à gauche du spectre politique, si on exclut le NPA et LO. Pour lui, « les acteurs politiques peuvent mettre ce qu’ils veulent derrière le terme d’extrême gauche, dans la mesure où la gauche est un principe d’orientation et un repère très évolutif ». Il estime cependant que le programme de LFI n'est pas plus radical que celui de François Mitterrand en 1981, n'étant pas révolutionnaire mais réformiste, ne proposant qu'une régulation du capitalisme et non son abolition, et qu'il s’inscrit dans « le socialisme très interventionniste, très réformiste, qui croit au rôle essentiel des services publics, à la planification écologique, la redistribution ». LFI correspond selon lui à une sorte de radicalisation du socialisme actuel, qui découle notamment de l'urgence écologique, celle-ci impliquant des changements sociétaux radicaux. Il considère qu'il est « complètement faux » de dire que  LFI n'appartient pas à « l'arc républicain », Jean-Luc Mélenchon ayant selon lui une « forte culture républicaine » et jouant le « jeu des élections »  pour « prendre le pouvoir », avec une double formation, « au départ issu d’une culture trotskiste lambertiste, mais très clairement socialiste républicain » et « professionnel de la politique ».
Pour l'historien Gilles Candar, l'expression « extrême gauche » n'est en elle-même pas péjorative, mais correspond en France à une gauche révolutionnaire composée de « petits groupes peu influents ».

### Dans les médias
Le Monde estime que le Parti de gauche a été « la matrice de la naissance » de La France insoumise et que, en juin 2018, il est encore « difficile de distinguer en termes de ligne politique » les deux partis. Le journal ajoute que La France insoumise aimerait rallier à sa cause Emmanuel Maurel, meneur de « l’aile gauche » du Parti socialiste, et que « la recomposition de la gauche est loin d’être terminée ». Un autre article du Monde, en avril 2018, classe La France insoumise dans la « gauche radicale », aux côtés du parti espagnol Podemos, et du parti portugais Bloc de gauche. D'autres articles du Monde classent La France insoumise comme faisant partie de la « gauche radicale »,,, et d'autres encore de la « gauche alternative »,,.
Selon La Croix, ce parti s'inspire principalement de l'écosocialisme et des idées de Chantal Mouffe, qui critique la mondialisation néolibérale et propose de remplacer le clivage traditionnel gauche-droite par une opposition entre le « peuple » et l'« establishment ». LFI intègre également deux courants principaux : un courant universaliste, jacobin et étatiste mené par Jean-Luc Mélenchon, et un courant féministe et antiraciste représenté par Clémentine Autain et Danièle Obono, ce dernier courant ayant des divergences notables sur la question de la laïcité, notamment en opposition à la loi sur le voile à l'école de 2004. La convergence de ces idéologies a pris forme lors de la campagne contre le référendum européen en 2005, et en 2008, Mélenchon a cofondé le Parti de gauche, distingué par un lien plus proche avec la gauche de gouvernement et distinct des racines trotskistes du Nouveau Parti anticapitaliste.
Selon le HuffPost, ce que propose La France insoumise ne correspond pas au concept politique d'extrême gauche, qui a une « définition bien précise » : dans cette catégorie sont classées les organisations anticapitalistes et révolutionnaires, rejetant les institutions, telles le Nouveau Parti anticapitaliste (NPA) et Lutte ouvrière, qui peuvent envisager d'autres options que celle des élections. Le HuffPost estime également que le programme de La France insoumise peut difficilement être classé à l'extrême gauche : l'augmentation du SMIC, certaines nationalisations, ou encore un âge de départ à la retraite abaissé à 60 ans faisaient partie autrefois du programme du Parti socialiste ; et, à l'inverse, des mesures comme la réquisition des banques ou la régularisation de tous les sans-papiers, soutenues par NPA ou Lutte ouvrière, n'ont jamais été proposées par LFI.
Pour L'Express, La France insoumise est un parti de gauche radicale situé « entre l'extrême gauche et les sociaux-démocrates ». Selon Slate, La France insoumise se situe à gauche du Parti communiste français, et à droite d'une formation trotskyste comme Lutte ouvrière, ou NPA. D'autres médias qualifient La France insoumise comme étant de « gauche alternative »,,,,,,,,, ou de « gauche de la gauche », ou de la gauche radicale.
Des médias comme BFM TV, Ouest-France, La Dépêche du Midi, France-Soir, Euronews, 20 Minutes, Sud Ouest, Le Figaro ont utilisé le terme d'extrême gauche pour qualifier le positionnement du parti,,,,,,,,.
Au cours des élections législatives françaises de 2024 et alors que la qualification d'extrême gauche est employée par le président de la République en fonction, de nombreux médias publient des articles spécifiquement pour réfuter ce qualificatif,,,,,,,, y compris des journaux ayant pu utiliser le terme par le passé comme 20 Minutes ou Sud Ouest,.

### Administration
À partir de 2017, le ministère français de l'Intérieur, lors des élections, classe LFI à gauche, et non à l’extrême gauche.
À l’occasion d’un recours formé par le rassemblement national (RN) contre une circulaire du ministre de l’Intérieur classant ce parti à l’extrême droite pour les élections sénatoriales de 2023 alors que LFI était classé par cette même circulaire à gauche, le Conseil d’État a rejeté en mars 2024 l’argument du RN selon lequel cette dissymétrie serait contraire au principe d’égalité,. Certains commentateurs interprètent cette décision comme signifiant que le Conseil d’État classerait LFI tout comme le ministère de l'Intérieur dans la nuance « gauche »,, et non dans la nuance « extrême gauche »,.

## Polémiques
Le 25 mars 2018, Stéphane Poussier, ancien candidat de La France insoumise dans la quatrième circonscription du Calvados aux élections législatives de 2017, est placé en garde à vue pour apologie d'actes terroristes. Ce dernier avait écrit des messages, sur Twitter et Facebook, à propos de la mort du lieutenant-colonel de gendarmerie Arnaud Beltrame — victime de l'attaque terroriste du 23 mars dans l'Aude — parmi lesquels : « À chaque fois qu’un gendarme se fait buter, et c’est pas tous les jours, je pense à mon ami Rémi Fraisse, là c’est un colonel, quel pied ! Accessoirement, un électeur de Macron en moins. » Les responsables de La France insoumise condamnent immédiatement et fermement les propos « honteux et abjects » de Stéphane Poussier. Ce dernier est aussitôt exclu du Parti de gauche dont il était membre et son nom est retiré de la « plateforme » de La France insoumise, tandis que Jean-Luc Mélenchon annonce l'intention du parti de porter plainte contre son ancien candidat,,,. Jugé en comparution immédiate, Stéphane Poussier considère que ses tweets ont été écrits au titre de la liberté d’expression et conteste l’infraction d'« apologie du terrorisme ». Il est condamné à un an de prison avec sursis et sept ans de privation de droits civiques.
En novembre 2024, La France Insoumise dépose une proposition de loi visant à abroger le délit d’apologie du terrorisme dans le Code pénal estimant que la loi du 29 juillet 1881 traitant des faits relevant des délits d’apologie de crime, d’apologie de crime de guerre, d’apologie de crime contre l’humanité suffisait, et que ce délit était régulièrement détourné pour réprimer la liberté d'expression,. Cette initiative est critiquée par le gouvernement ainsi que le Parti socialiste.

### Fonctionnement interne au parti
En novembre 2019, dans La Chute de la maison Mélenchon : une machine dictatoriale vue de l'intérieur de Thomas Guénolé, livre que La France insoumise « a tenté, par l'intermédiaire de ses avocats, de censurer », le politologue dépeint ce parti comme un simulacre de démocratie interne et comme une organisation despotique. Le politologue a été signalé en avril 2019 auprès du comité électoral de La France insoumise pour harcèlement sexuel. Il a démenti, affirmant qu'il s'agissait d'une cabale visant à l'exfiltrer à cause de ses critiques de l’organisation. En juin, il a attaqué la France insoumise en justice, pour dénoncer les conditions de la procédure interne mise en place contre lui. L'entourage de Mélenchon affirme qu'il s'agit d'une crise de paranoïa.
En mai 2023, il est révélé qu'une quinzaine de militants insoumis ayant critiqué Adrien Quatennens pendant l'affaire Quatennens ont été fichés par des membres de LFI. Les fichés accusent le Parti ouvrier indépendant (POI) d'avoir mené l'opération et annoncent porter plainte à la CNIL. Le POI dément,,.
En 2025, les journalistes Charlotte Belaïch (Libération) et Olivier Pérou (Le Monde) publient La Meute - Enquête sur la France Insoumise de Jean-Luc Mélenchon, fruit d'une enquête de plus de deux ans sur les méthodes et l'organisation interne de La France insoumise. Le terme « meute » est choisi pour témoigner de la dévotion supposée des cadres et membres de LFI, et de leur propension à défendre leur leader avec violence, quitte à traquer les opposants et les critiques,,. Les parallèles avec un mouvement sectaire sont régulièrement mis en avant,,,. L'influence de Sophia Chikirou est également soulignée. A l'inverse, la plupart des sympathisants insoumis interrogés par Mediapart remettent en cause la méthodologie de l'enquête et dénoncent le caractère fictif des ses résultats, ce que regrettent ses anciens membres ayant quitté le parti suite à des conflits en interne.

### Accusations d'antisémitisme et question palestinienne
Le 28 mars 2018, lors de la marche blanche à la mémoire de Mireille Knoll, octogénaire juive assassinée cinq jours plus tôt, les élus de la France Insoumise sont accueillis avec des sifflets et des insultes. La veille, le président du CRIF, Francis Kalifat, avait sommé la France insoumise, au même titre que le Front national, de ne pas se rendre à la marche car « la surreprésentation des antisémites tant à l'extrême gauche qu'à l'extrême droite rend ces deux partis infréquentables ». Jean-Luc Mélenchon et les Insoumis sont finalement contraints de quitter le cortège sous protection policière une trentaine de minutes seulement après son départ,,. D'après Le Monde, le président du CRIF reproche à Jean-Luc Mélenchon son soutien au « boycott d'Israël », et la volonté du CRIF d'exclure les Insoumis « a provoqué le débat » le matin même, « y compris au sein des membres de la communauté juive ». Selon Brice Teinturier, directeur général délégué de l'institut de sondage Ipsos, « les sympathisants de gauche et de la France Insoumise sont ceux qui partagent le moins les préjugés contre les Juifs ».
En février 2019, un Gilet jaune lance des insultes comportant le mot « sioniste » contre Alain Finkielkraut en marge d'une manifestation. La réaction de LFI, jugée tardive, modérée, ambigüe, alambiquée, provoque une polémique et des accusations d'antisémitisme contre le parti,,,. D'après Le Monde, Jean-Luc Mélenchon fait quelques jours plus tard une mise au point « plus limpide » : le leader des insoumis condamne sans ambiguïté les insultes, et dénonce par ailleurs leur instrumentalisation pour discréditer les Gilets Jaunes, un mouvement que LFI soutient.  Pauline Graulle, journaliste de Mediapart, juge que « c’est la première fois qu’un tel opprobre est jeté, de manière aussi massive, sur le mouvement », mais note que les accusations d'antisémitisme collent « de longue date » à LFI. Selon elle, il s'agit d'un « faux procès », qui découlerait d'un amalgame, la critique de la finance internationale par LFI étant assimilée par certains libéraux à une critique de la « finance juive ».
Le 28 mai 2024, le député LFI Sébastien Delogu crée la controverse en brandissant un drapeau de la Palestine à l'Assemblée nationale. En vertu de l'article 70 du règlement de l'Assemblée nationale, Sébastien Delogu est exclu quinze jours de l'Assemblée nationale et est privé de la moitié de son indemnité parlementaire pendant deux mois. La présidente de l'Assemblée nationale Yaël Braun-Pivet dénonce « un comportement inadmissible » tandis que le Premier Ministre Gabriel Attal déplore « un spectacle absolument navrant ».
En juin 2024, selon une enquête de l'Ifop publiée par Le Point, 92 % des français juifs jugent que « La France insoumise contribue à la montée de l'antisémitisme en France »,.
En août 2024, la députée insoumise Sophia Chikirou crée la polémique en rendant hommage sur les réseaux sociaux à Ismaël Haniyeh, chef du Hamas, qui vient d'être tué. La présidente socialiste de la région Occitanie, Carole Delga, estime que ces messages de soutien de Sophia Chikirou relèvent de « l'apologie du terrorisme ». L'Union des étudiants juifs de France (UEJF) annonce le dépôt d'une plainte contre Sophia Chikirou pour « apologie du terrorisme ». Le premier secrétaire du PS, Olivier Faure, affirme que les déclarations de Sophia Chikirou n'engagent qu'elle et pas l'ensemble du NFP,,,.
Selon le journal Le Monde en 2024, « le fondateur de La France insoumise a multiplié, en dix ans, des propos empruntant aux stéréotypes antisémites », cultivant une ambiguïté quant à un possible antisémitisme. Le Monde reprend notamment une accusation déformée de 2013 attribuée à Jean-Luc Mélenchon qu'il aurait portée en 2013 contre Pierre Moscovici « de ne "pas penser français", mais "finance internationale" », la déclaration en 2020, selon laquelle « Jésus a été mis sur la croix "par ses propres compatriotes" », ce qui correspond à la rhétorique du peuple déicide, ou encore l'allégation en 2024 selon laquelle la présidente de l'Assemblée nationale Yaël Braun-Pivet ne parle pas « au nom du peuple français » et « camper[ait] à Tel-Aviv ».
Des critiques similaires sont portées contre d'autres cadres du mouvement, notamment David Guiraud. Il aura par exemple publié une image des dragons célestes, que Le Monde décrit comme des « figures de manga japonais, riches, puissantes et manipulatrices, utilisées par les sphères antisémites 2.0 pour cibler les juifs ». Même si, dans un article de Libération, David Guiraud précise avoir été « biberonné » aux vidéos de Dieudonné et Alain Soral, il effacera son tweet.
En mars 2025, LFI retire un visuel publié sur les réseaux sociaux et ciblant Cyril Hanouna accompagnée du message « Manifestations contre l’extrême droite, ses idées… et ses relais ! » après que des internautes ont estimé qu'elle faisait appel aux codes de l'iconographie antisémite des années 1930 et 1940. Des personnalités de droite et de gauche critiquent l'affiche après son retrait ; c'est également le cas de la LICRA, de la Ligue des droits de l'homme et de SOS Racisme,,. L'affaire suscite des tensions chez LFI : si certains de ses membres, comme Manuel Bompard, font publiquement part de leurs regrets, tel n'est pas le cas de Jean-Luc Mélenchon qui réduit la polémique à des attaques de l'extrême droite,,. Le parti est condamné par le tribunal judiciaire de Nanterre à 3 500 € d'amende pour atteinte au « droit à l'image ».
Alors que le parti a fait de la cause palestinienne un élément central de son discours politique, un sondage commandé par le CRIF  pour Le Point en juin 2025 indique que seuls 58 % des sympathisants de LFI se disent favorables à une reconnaissance immédiate d’un État palestinien.

### Perquisitions
Deux enquêtes préliminaires ont été ouvertes par le parquet de Paris. La première est relative à l'usage de fonds européens destinés à rémunérer des assistants de l'eurodéputé Jean-Luc Mélenchon. Ces assistants occupaient tous parallèlement des responsabilités au sein du Parti de gauche et sont soupçonnés de ne pas avoir effectué leur travail d'assistant parlementaire. Une enquête avait d'abord seulement concerné le Front national en mars 2015, avant d'être élargie au MoDem en juin 2017, puis à Jean-Luc Mélenchon le 17 juillet 2017 sur dénonciation de l'ex frontiste Sophie Montel,. La seconde enquête préliminaire touchant LFI, ouverte en mai 2018, vise le financement de la campagne électorale de Jean-Luc Mélenchon à la présidentielle, soupçonné d’irrégularités. Dans le cadre de ces deux enquêtes, une quinzaine de perquisitions ont été réalisées par l'OCLCIFF, visant notamment le siège du Parti de gauche, celui de LFI et le domicile de Jean-Luc Mélenchon. Dénonçant la légalité de la perquisition et l'indépendance de la justice, plusieurs responsables du parti dont Mélenchon, se sont opposés avec véhémences aux magistrats et aux forces de l'ordre effectuant la perquisition,. Après ces évènements, le parquet de Paris ouvre une enquête pour « menaces ou actes d'intimidation contre l'autorité judiciaire » et « violences sur personnes dépositaires de l'autorité publique », elle vise de nombreux cadres du parti présents sur les lieux de la perquisition, dont Adrien Quatennens et Alexis Corbière. Selon Nicolas Chapuis et Abel Mestre, la colère de Jean-Luc Mélenchon est en partie responsable du faible score de 6,3 % enregistré par FI aux européennes de mai 2019. La justice annonce le mois suivant une convocation de Jean-Luc Mélenchon, Alexis Corbière, Bastien Lachaud, Bernard Pignerol et Muriel Rozenfeld devant le tribunal correctionnel de Bobigny.
En septembre 2019, Jean-Luc Mélenchon annonce sa décision de ne plus vouloir accréditer les journalistes de l'émission Quotidien (diffusée sur TMC) pour les meetings de la France insoumise,. Il justifie cette décision par la façon dont l'émission aurait monté des images contre son parti, motivant par la suite des poursuites judiciaires à son encontre,. Le 11 septembre 2019, Quotidien diffuse l'intégralité de la vidéo montrant la perquisition. Selon l'AFP, reprise par plusieurs journaux,,, « prise dans sa totalité, la séquence alterne les moments de calme et de dialogue avec des scènes de tension extrême et de bousculades lorsque les Insoumis tentent d'avoir accès à la partie des locaux où a lieu la perquisition ». D'après Le Monde, lors des retours au calme, Jean-Luc Mélenchon « dit qu’il ne s’oppose pas aux perquisitions », et, à la fin de la perquisition, il déclare au magistrat du parquet avec lequel il a eu un dialogue très tendu pendant plusieurs minutes : « Vous êtes ici chez vous, vous êtes un citoyen et même vous êtes procureur, et nous on respecte ça »,.

## Affaire judiciaire

### Droit d'auteur
En juin 2020, l'artiste de rue Combo accuse Jean-Luc Mélenchon d’utiliser une de ses œuvres, La Marianne asiatique réalisée en 2017, sans son autorisation dans des clips de campagne. En juillet 2023, La France insoumise et Jean-Luc Mélenchon sont condamnés, en appel, à payer 40 000 euros pour atteinte aux droits d’auteur de Combo,.

## Inspiration à l'étranger

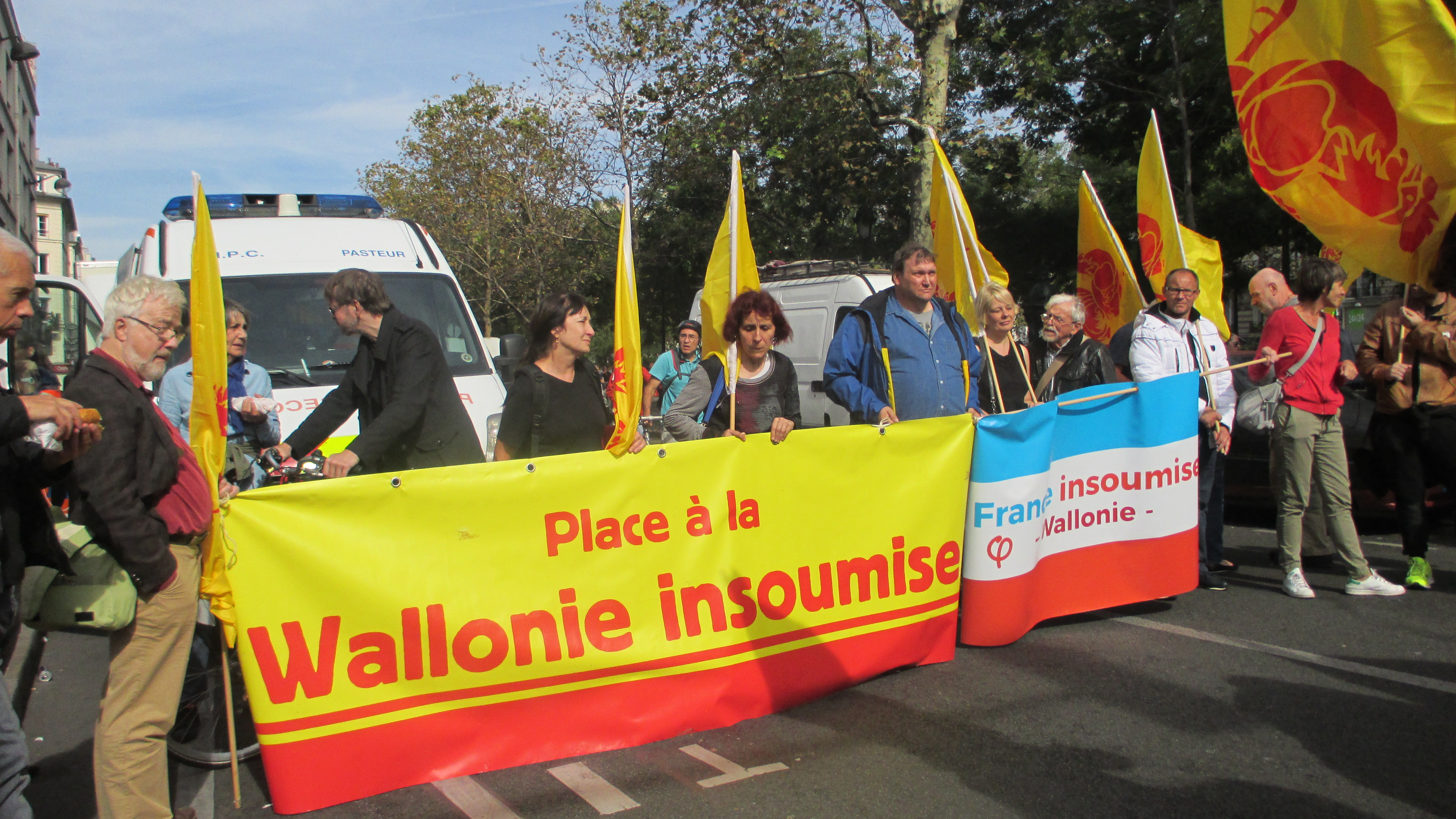
Le mouvement Wallonie insoumise lors de la marche du 23 septembre 2017 contre le coup d'État social et la politique d'Emmanuel Macron, organisée par LFI.

La France insoumise a inspiré en Belgique la création de la Wallonie insoumise, créée en 2016 à Liège par Francis Biesmans et officialisée le 25 juin 2017,. Ce mouvement n'est pas reconnu par la section Benelux de La France insoumise selon un communiqué de presse paru en juin 2017, qui précise que « ce mouvement n'a […] pas su devenir une insoumission belge et […] un partenaire de la France insoumise ». Cependant, celle-ci participe à certaines manifestations organisées par la France insoumise,.

## Dans la culture
En 2017, Olivier Tonneau, Mélaka et Reno publient sur Internet la bande dessinée L’Avenir en Commun ? autour du programme de la France insoumise.
La campagne de Jean-Luc Mélenchon inspire une série de bande dessinée de Manon Herraez, Insoumission, dont les deux albums sont sortis en 2018.
La série télévisée Baron noir représente un mouvement nommé Debout le peuple directement inspiré par la France Insoumise où François Morel joue Michel Vidal, l'alter ego de Jean-Luc Mélenchon.